# Église Saint-Pierre de Vaumoise
Pour les articles homonymes, voir Église Saint-Pierre.
L'église Saint-Pierre est une église catholique paroissiale située à Vaumoise, dans l'Oise, en France. Elle a été bâtie d'un seul jet au cours des années 1150, mais son clocher central et sa nef ont été détruits pendant la guerre de Cent Ans, et reconstruits dans un style fruste au cours du XVIe siècle. Restent le transept, légèrement remanié sous la même campagne, l'abside centrale et les deux absidioles, qui illustrent parfaitement la transition du style roman vers l'architecture gothique, et forment un ensemble pittoresque avec leurs toitures en pierre sous la forme de calottes sphériques. Le plan en hémicycle de l'abside et des absidioles, le voûtement d'arêtes des croisillons, et le voûtement en berceau et en cul-de-four des absidioles s'inscrivent dans la tradition romane. Cependant, le recours aux techniques de construction archaïques n'empêchent ici pas l'emploi systématique l'arc en tiers-point (sauf pour les fenêtres), et la croisée du transept et l'abside sont voûtées d'ogives, ce qui, il est vrai, n'a plus rien d'innovant à l'époque de construction. C'est surtout la sculpture de la plupart des chapiteaux qui est résolument gothique. Avec ses compositions recherchées de feuilles d'eau et de feuilles d'acanthe, elle n'a rien à envier aux édifices les plus prestigieux de son temps. L'église Saint-Pierre est affiliée à la paroisse Saint-Sébastien de Crépy-en-Valois depuis 1996. Dans le contexte de sa restauration intégrale entamée en 2013, elle a été inscrite aux monuments historiques par arrêté du 15 octobre 2014. En attendant le parachèvement des travaux, les messes sont reportées dans d'autres églises du secteur.

## Localisation

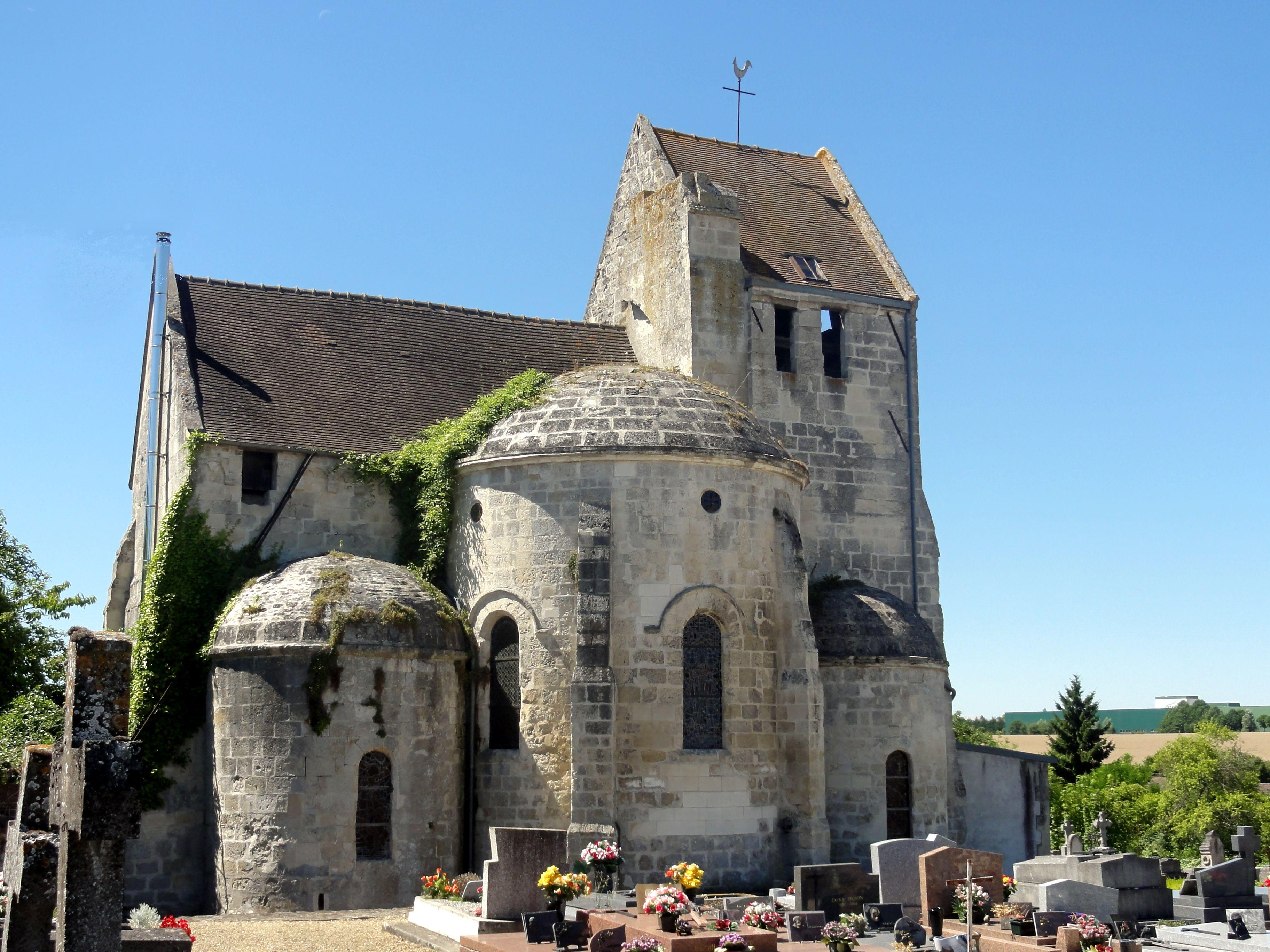
Vue générale depuis l'est.

L'église Saint-Pierre est située en France, en région Hauts-de-France et dans le département de l'Oise, à l'est de Crépy-en-Valois entre la vallée de l'Automne au nord et la forêt de Retz au sud, près de la grande route de Soissons, la RD 1324, et à quelques centaines de mètres seulement de la limite avec l'département de l'Aisne, sur la commune de Vaumoise, rue de l'Église. Elle est bâtie en recul par rapport à la rue, qu'elle surplombe grâce à un mur de soutènement, avec le cimetière qui la borde au nord et à l'est. L'accès au parvis devant la façade occidentale se fait néanmoins de plain-pied, grâce à des rampes d'accès depuis le sud et depuis le nord. L'église Saint-Pierre est libre de constructions mitoyennes, et bien dégagée à l'ouest, au nord et à l'est, mais son élévation méridionale est en revanche enclavée dans un jardin privé et non visible depuis le domaine public.

## Historique

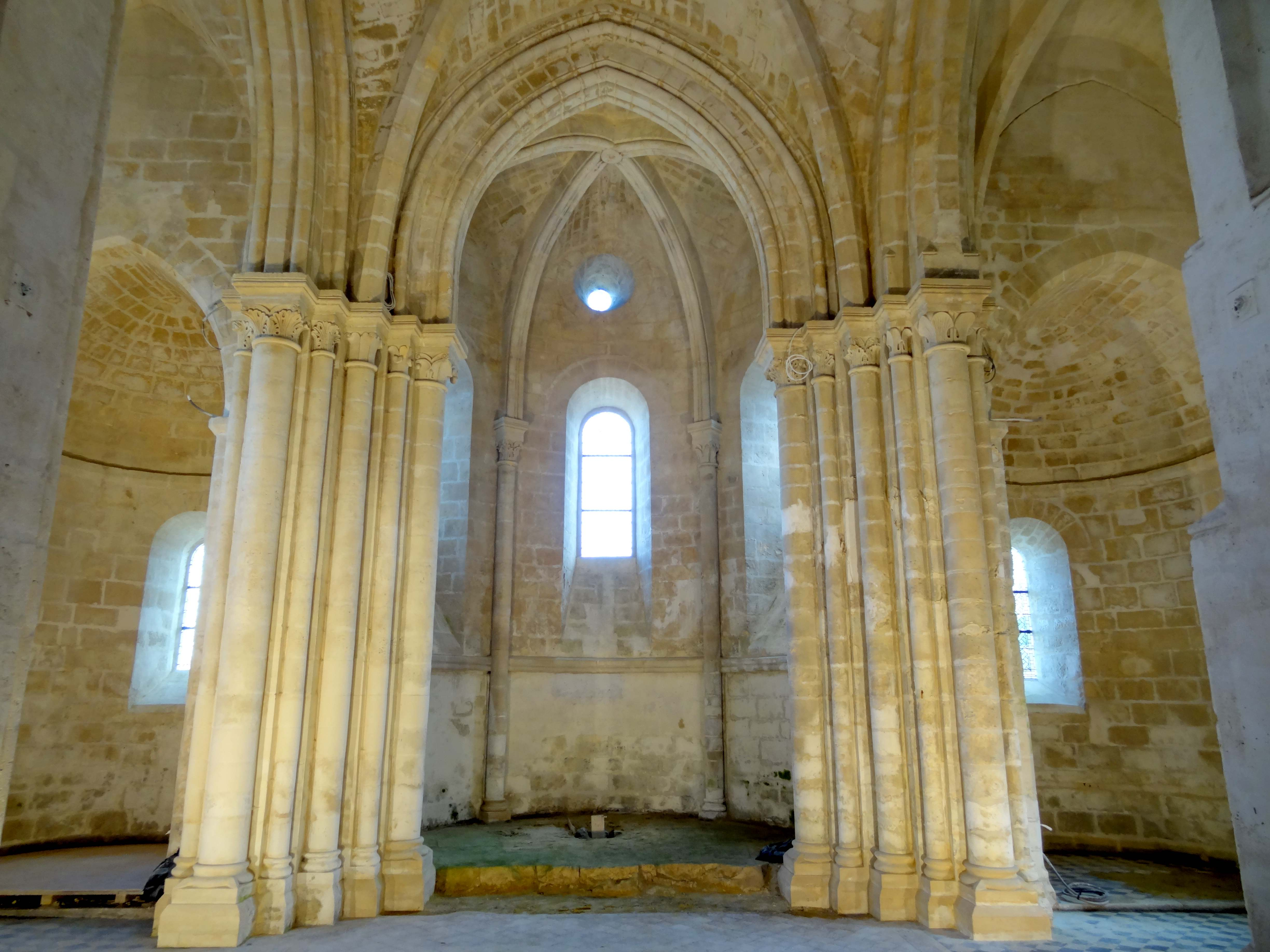
Transept, vue vers l'est.

L'église est placée sous le vocable de saint Pierre, apôtre et premier pape de la chrétienté. On ignore sa date de fondation. L'édifice actuel est bâti d'un seul jet au cours des années 1150 dans un style gothique primitif encore proche du roman. Sa nef est initialement de plan basilical. Il souffre durement sous la guerre de Cent Ans, qui apporte la destruction de la nef et du clocher central se dressant au-dessus de la croisée du transept. La reconstruction s'effectue de manière simplifiée au XVIe siècle, avec une nef sans bas-côtés, et un clocher purement fonctionnel au-dessus du croisillon nord. Sous l'Ancien Régime, la paroisse relève du doyenné de Coyolles, de l'archidiaconé de La Rivière et du diocèse de Soissons. Le collateur de la cure est l'évêque de Soissons. La dîme est partagée entre l'abbaye Notre-Dame de Lieu-Restauré toute proche et la collégiale Saint-Thomas de Crépy-en-Valois. La Révolution française apporte le rattachement de l'ensemble des paroisses du département de l'Oise au diocèse de Beauvais, qui est supprimé à son tour sous le concordat de 1801, puis rétabli en 1822. Vaumoise devient une succursale, dont dépend l'église de Bémont. Elle est, à la fin du XXe siècle, au centre d'un regroupement paroissial qui s'étend sur Bonneuil-en-Valois, Éméville, Feigneux, Gondreville, Russy-Bémont, Vauciennes et Vez. Depuis la définition de quarante-cinq nouvelles paroisses à l'échelle du diocèse en 1996, le village est affilié à la paroisse Saint-Sébastien de Crépy-en-Valois. Les messes dominicales y sont en principe célébrées le dimanche à 11 h 00, en alternance avec l'une des sept autres églises de la communauté de Vaumoise. Elles sont provisoirement suspendues depuis le lancement d'une restauration intégrale en été 2013. Dans ce contexte, l'église est inscrite aux monuments historiques par arrêté du 15 octobre 2014, pour le grand intérêt de ses parties orientales. Parmi son mobilier peu nombreux, aucun élément n'est à ce jour classé ou inscrit au titre objet.

## Description

### Aperçu général

Plan de l'église.

Orientée à peu près régulièrement, avec une légère déviation de l'axe vers le nord-est du côté du chevet, elle répond à un plan symétrique, et se compose d'une petite nef rectangulaire d'initialement trois travées, qui était primitivement accompagnée de deux bas-côtés ; d'un transept non débordant par rapport aux bas-côtés ; d'une abside en hémicycle ; et de deux absidioles également en hémicycle. Le clocher en bâtière moderne est assis au-dessus du croisillon nord. Les vestiges de l'ancien clocher central subsistent dans les combles, au-dessus de la croisée du transept. La sacristie, qui se situait à l'emplacement de la deuxième travée du bas-côté nord, a été démolie vers 2014. L'ensemble de l'église est à un unique niveau d'élévation. Jacques Téaldi n'indique pas les dimensions de la nef. Le transept mesure 16,20 m de longueur dans l'œuvre dans le sens nord-sud, et la croisée du transept et l'abside réunies mesurent 10,20 m de profondeur, sans tenir compte de l'envergure de l'arc triomphal. La nef est recouverte d'un plafond plat enduit, et dénuée de tout caractère ; elle présente seulement au nord deux grandes arcades en tiers-point bouchées, qui retombent sur des tablettes biseautées. La croisée du transept, le croisillon sud et l'abside sont voûtés d'ogives. Les deux premières voûtes datent du XVIe siècle, et atteint 9 m de hauteur ; la dernière date d'origine et mesure 8,70 m de hauteur sous la clé. Le croisillon nord conserve sa voûte d'arêtes primitive. Les deux absidioles sont depuis toujours voûtées en berceau, avec un fond en cul-de-four. Le portail occidental constitue le principal accès à l'église. Un portail latéral existe au nord du transept. La nef est munie d'une toiture à deux rampants avec un pignon en façade. La croisée du transept et le croisillon sud possèdent une toiture à deux rampants commune perpendiculaire à celle de la nef, avec un pignon au sud. L'abside et les absidioles ont des toits de pierre en coupole, qui sont appelés à être protégés par des autres forme de couverture afin d'assurer leur pérennité.

### Intérieur

#### Croisée du transept et abside

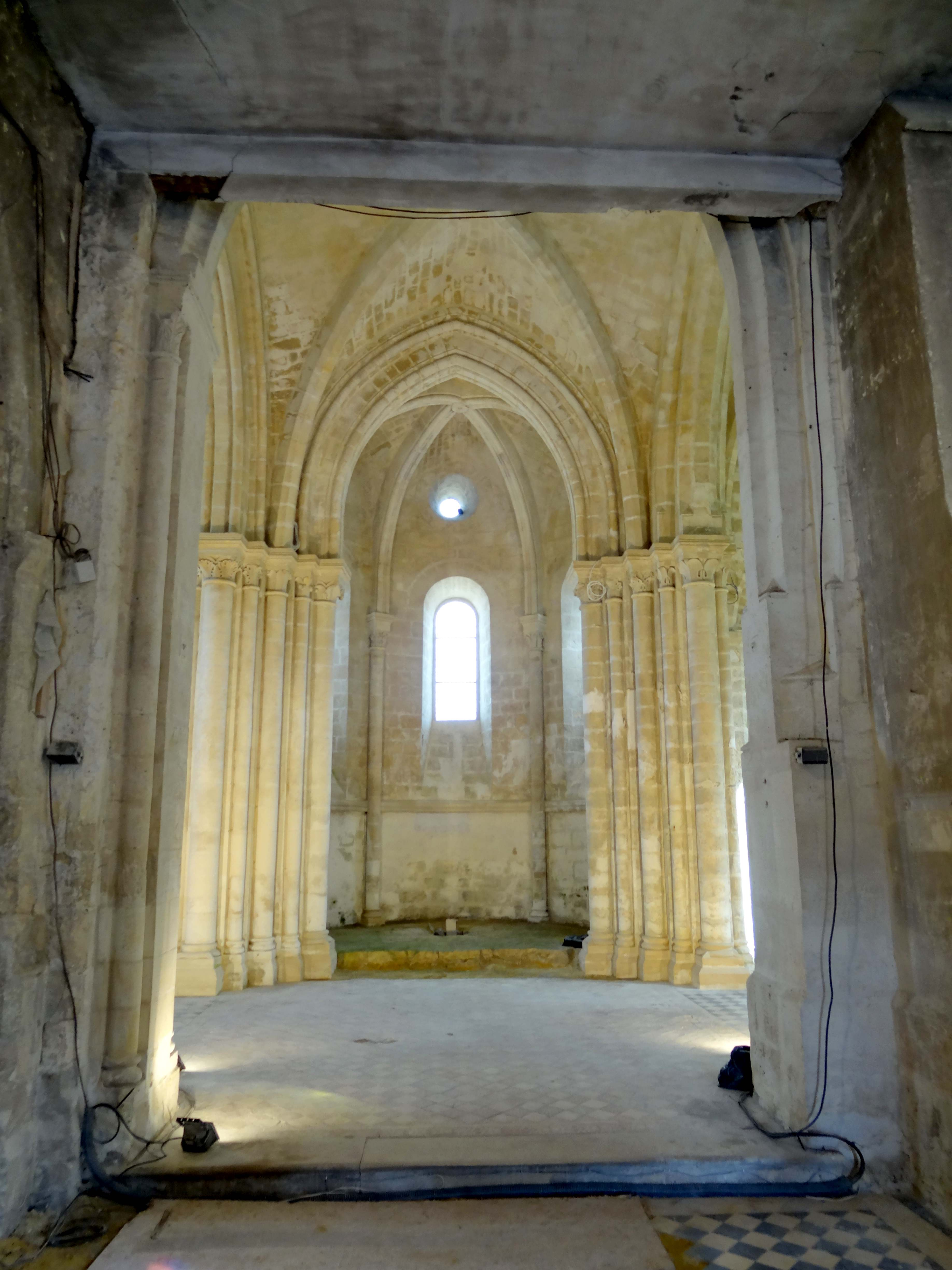
Croisée, vue depuis la nef.

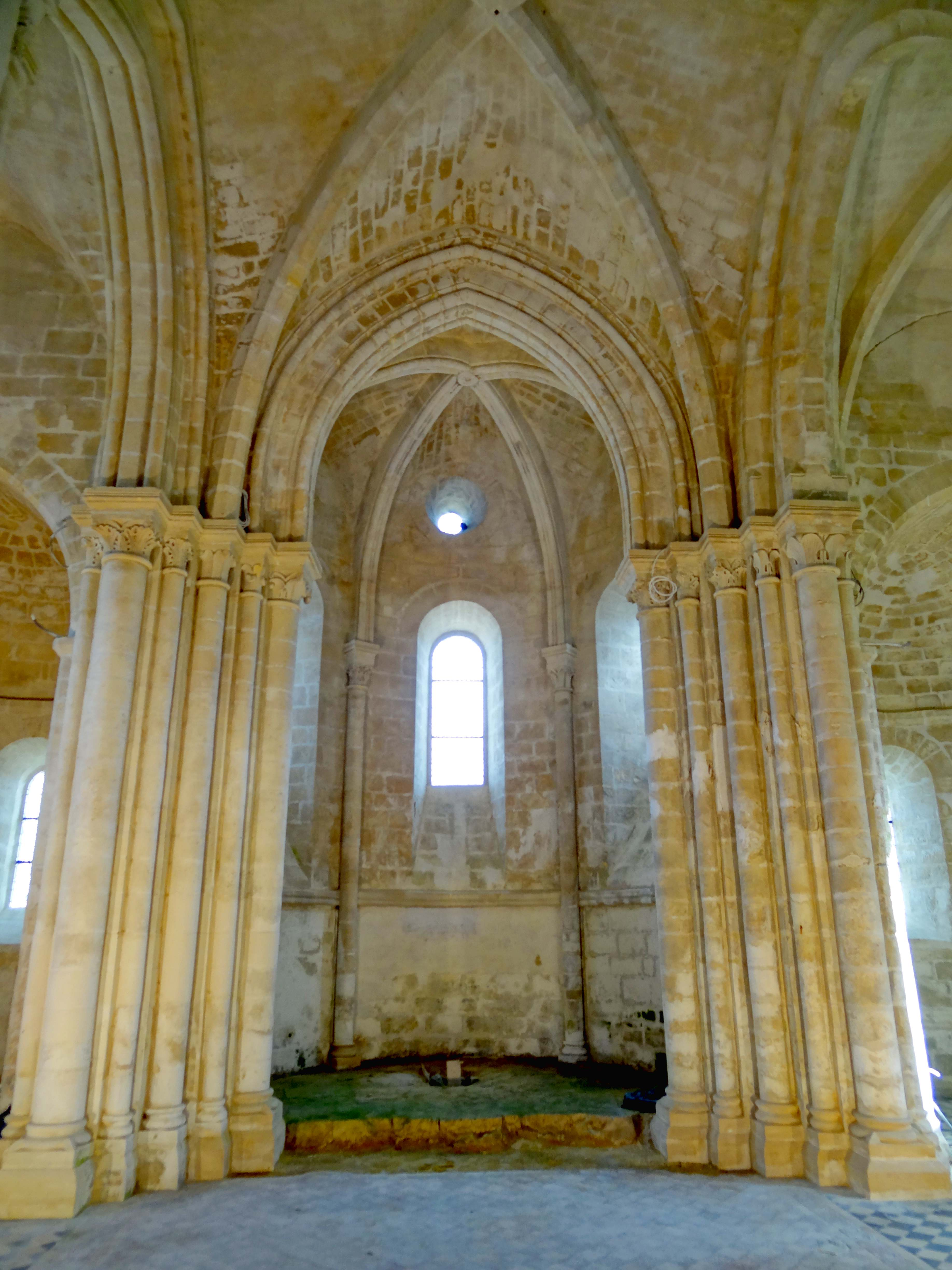
Croisée, vue vers l'est.

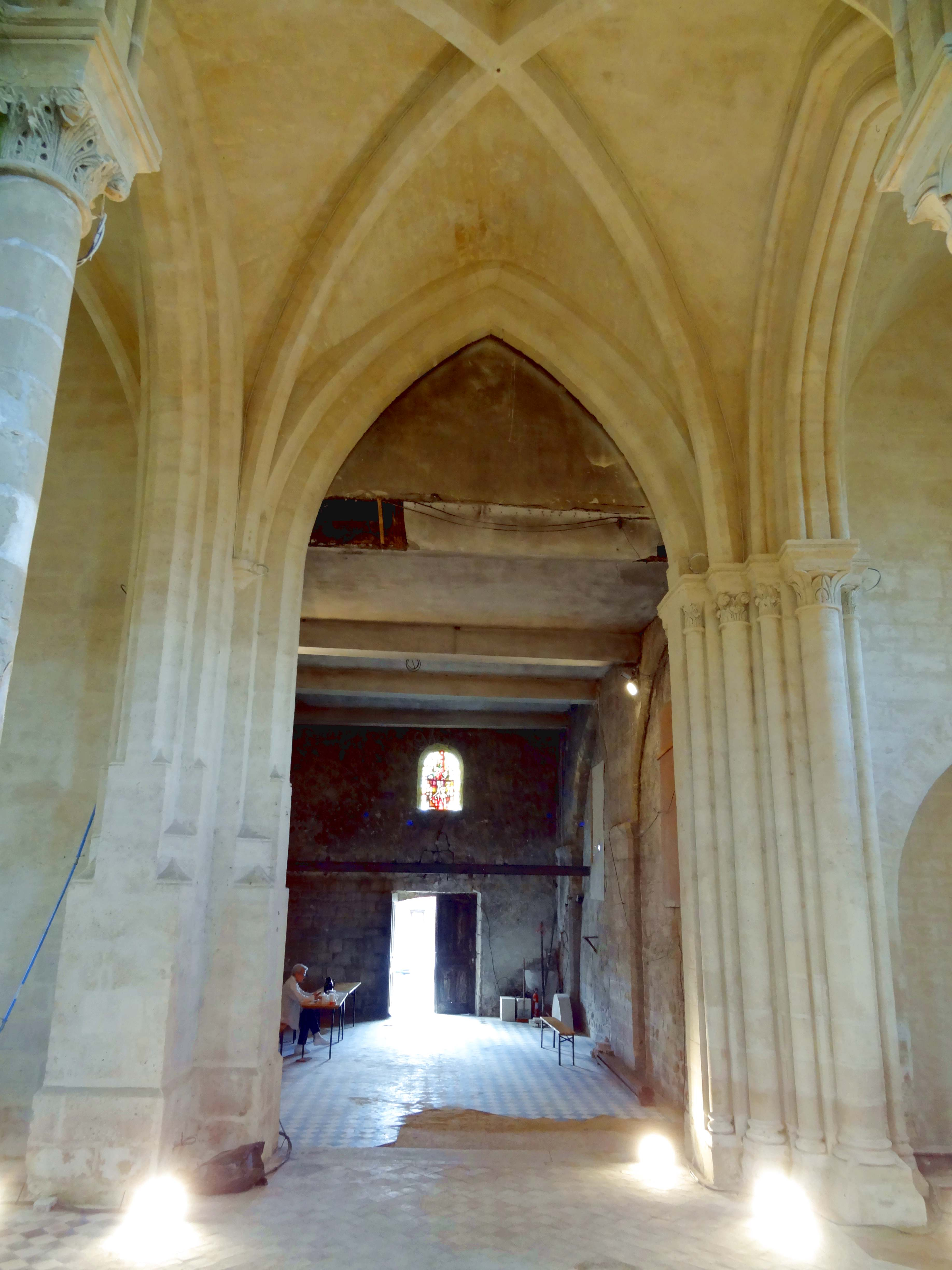
Croisée, vue vers l'ouest.

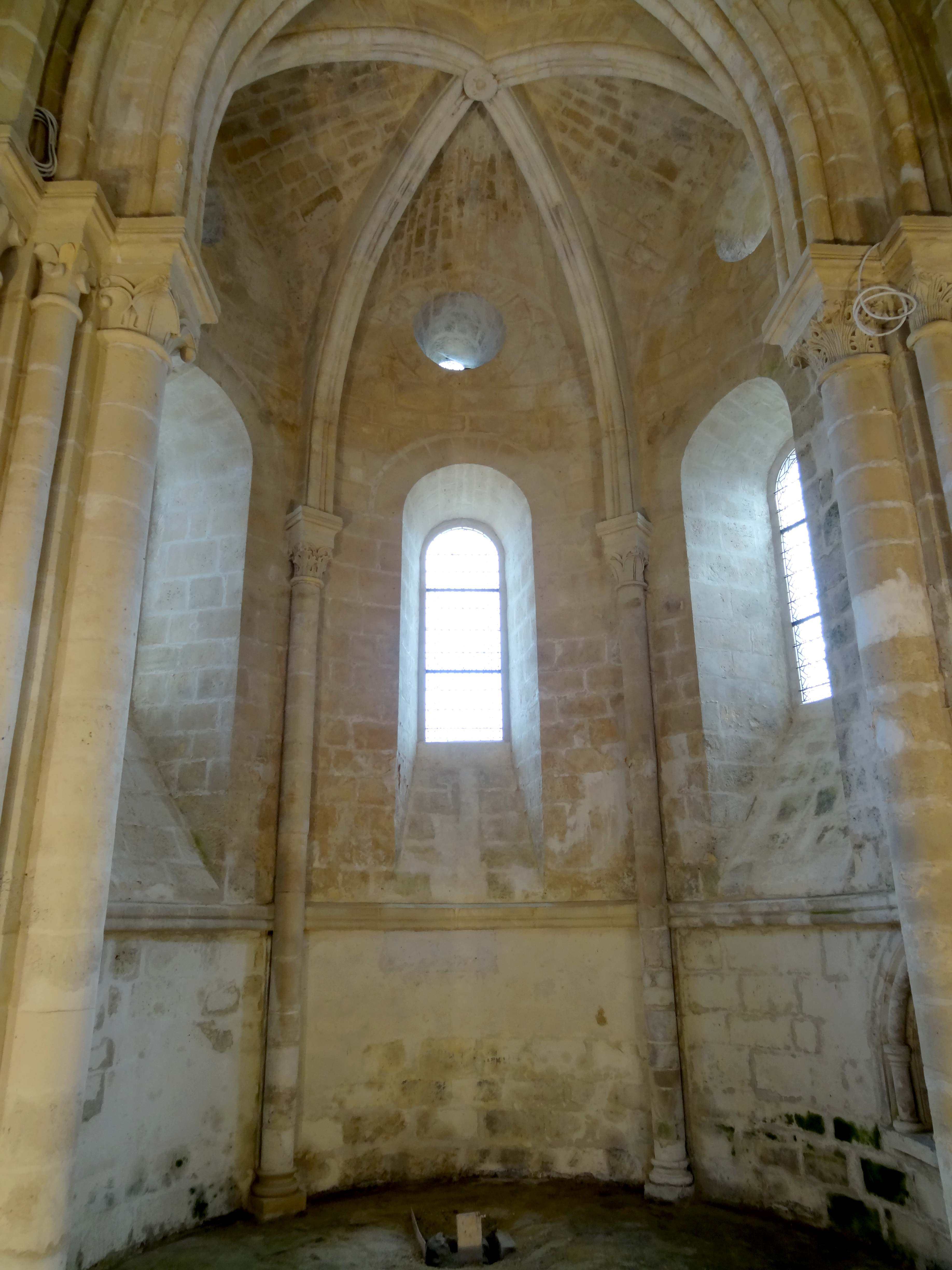
Croisée, vue dans l'abside.

Qualifiée de sombre et humide par Louis Graves, la nef est déjà simplement plafonnée lors de son passage vers 1840. Tardive et médiocre, elle pénalise largement l'édifice. Ses seuls éléments dignes d'intérêt étant les deux grandes arcades bouchées au nord, elle ne mérite guère une description détaillée. Son plafond assez bas coupe malencontreusement la partie supérieure de l'arc triomphal, qui serait sinon susceptible de conférer un peu de cachet à la nef. En fort contraste avec celle-ci, les parties orientales demeurent tout à fait remarquables. Selon Dominique Vermand, « Peu d'édifices mélangent en effet aussi intimement les références à l'architecture romane et un vocabulaire déjà gothique, parfaite illustration de cette période dite « de transition » si caractéristique de la production monumentale en Île-de-France au milieu du XIIe siècle. Au roman, l'église doit le plan de son chevet qui, associant abside et absidioles en hémicycle, reprend une disposition fréquente dans nombre d'édifices du XIIe siècle, à commencer par Morienval dans son premier état. Elle lui doit aussi la voûte d'arêtes de son croisillon nord […], et l'association berceau brisé / cul-de-four des absidioles. À la première architecture gothique, l'église est redevable de la voûte d'ogives qui recouvrait la croisée du transept […] et de celle, qui couvre encore, malgré un plan en hémicycle, l'abside principale. Mais, c'est surtout dans la mise en œuvre de ces éléments et le décor de feuilles plates ou de d'acanthe des chapiteaux que cette partie de l'église - très proche de ce qui se fait au même moment à la cathédrale de Senlis - est déjà d'esprit gothique ». Le seul bémol est les résultats des réparations pratiquées au XVIe siècle dans un style fruste, vaguement inspiré par le gothique flamboyant. Particulièrement affectée est la croisée du transept. Sa voûte et les arcs-doubleaux qui la délimitent à l'ouest et au sud sont entièrement refaits, et sa pile sud-ouest est reprise en sous-œuvre. S'y ajoute la réfection de la voûte du croisillon sud. Les ogives sont de section carrée, et ont les arêtes chanfreinées. Dans l'angle sud-ouest, où il n'y a plus de chapiteaux, elles sont reçues sur un culot non sculpté. Les arcs-doubleaux sont à double rouleau et ont les arêtes creusées d'une gorge. Ils retombent jusqu'à mi-hauteur des piles, où les gorges et les angles entre les deux rangs de claveaux butent sur des plans inclinés triangulaires à deux niveaux différents, ce qui constitue la seule fantaisie de l'architecte du XVIe siècle. En dessous de ces bases, il n'y a plus que des murs lisses.
Avant les remaniements intervenus au XVIe siècle, la croisée du transept est recouverte d'une voûte d'ogives en tiers-point, dont le profil est peut-être le même que dans l'abside, car il s'agit de l'un des profils les plus répandus à la fin de la période romane et sous toute la première période gothique, à savoir un onglet entre deux tores. La voûte est délimitée par quatre arcs-doubleaux, qui sont en tiers-point, et à double rouleau. Le rouleau supérieur est mouluré d'un tore à ses angles, placés très en avant par rapport au rouleau inférieur. Le rouleau inférieur est mouluré d'un méplat entre deux tores dégagés. Chaque nervure retombe sur un tailloir carré disposé orthogonalement, alors que les tailloirs des ogives sont le plus souvent placés obliquement à 45° face aux ogives. Ils sont profilés d'une plate-bande, d'un listel, d'une baguette, d'un haut cavet et d'une plate-bande. Comme déjà évoqué, les chapiteaux sont sculptés de feuilles plates, de feuilles d'eau incisées ou de palmettes de feuilles d'acanthe. En haut de certaines corbeilles, un anneau se dessine derrière les feuilles, ce qui préfigure la sculpture du XIIIe siècle. Sur un petit nombre de chapiteaux, les feuilles plates sont à volutes d'angle typiquement romanes. Sur un nombre plus important de chapiteaux, des volutes dérivées de l'ordre corinthien se détachent de la corbeille au-dessus des feuilles, ce qui est également une réminiscence du style roman. Mais la majorité des chapiteaux est dépourvue de volutes, et parfois les extrémités des feuilles se recourbent ou s'enroulent aux angles de la corbeille, ce qui annonce les crochets gothiques, et justifie donc le rattachement de l'église de Vaumoise à la période gothique par les différents auteurs. Il faut signaler en particulier deux chapiteaux dans l'angle nord-ouest, où des feuilles d'eau disposées sur deux rangs forment des crochets précurseurs, ce qui est très rare. Plus globalement, la sculpture atteint un niveau assez exceptionnel dans le milieu rural à cette époque, égalé seulement par Noël-Saint-Martin (quelques années plus tôt) et Saint-Christophe-en-Halatte dans les environs. Chaque corbeille se termine inférieurement par un astragale torique, et repose sur un fût appareillé. Le diamètre des fûts, tout comme la dimension des corbeilles et des tailloirs, est clairement hiérarchisé. Le plus fort diamètre est réservé aux colonnes engagées des rouleaux inférieurs des doubleaux. Le diamètre médian correspond aux ogives, et le diamètre le plus petit est alloué aux rouleaux supérieurs, dont les colonnettes sont logées dans des angles rentrants des piliers. Les bases se caractérisent par des tores non encore aplatis, et un petit tore supérieur directement relié au gros tore inférieur par une scotie, sans le moindre ressaut. Seulement les bases des colonnes engagées des rouleaux inférieurs sont flanquées de griffes végétales fortement stylisées aux angles, qui sont en contraste avec la sculpture très fouillée des chapiteaux. Les socles cubiques comportent à mi-hauteur un ressaut amorti par un biseau.
L'abside est à considérer dans le contexte de la croisée du transept, car ce sont les deux seules travées de l'église voûtées d'ogives dès l'origine, et les supports de la voûte sont du même style. Les absides en hémicycle font partie de l'archétype de l'église romane, mais peu d'exemplaires antérieurs au milieu du XIIe siècle sont conservés dans la région. On peut citer Bazoches-sur-Vesles, Berny-Rivière, Luzarches, Merlemont (commune de Warluis), Montlevon, Moussy, Oulchy-le-Château (dans son plan primitif), Rieux (dans son plan primitif), Rhuis et Saint-Léger-aux-Bois, voûtées en cul-de-four ; et Morienval, Parnes, Saint-Clair-sur-Epte, pourvues d'un cul-de-four nervuré. Par ailleurs, le même plan qu'à Vaumoise apparaît à Montlevon ; à Saint-Léger-aux-Bois, église la plus ancienne de l'est du département de l'Oise ; à Bazoches, avec des croisillons plus profonds ; et à Choisy-au-Bac, à la première période gothique, avec des absides à angles coupés. Il est également supposé pour l'église de Rhuis dans sa configuration primitive. À la période romane, l'on ne maîtrise pas encore la voûte d'ogives en hémicycle, et les premières absides voûtées d'ogives entre 1110 et 1150 environ sont généralement de plan rectangulaire ou carré. Béthisy-Saint-Pierre est un exemple d'une abside en cul-de-four à la première période gothique. Mais dès 1150 environ, l'on dispose de suffisamment d'expériences pour recouvrir les absides en hémicycle d'une voûte d'ogives, et le chevet en hémicycle revient furtivement à l'honneur dans un petit nombre d'églises de style gothique primitif. Outre Vaumoise, l'on peut citer Fosses, Saint-Gervais de Pontpoint (avec cinq pans), Jouy-le-Comte (avec quatre pans) et Orry-la-Ville (avec trois fenêtres comme à Vaumoise). Dépourvue d'arcs formerets, l'abside de Vaumoise est assez sobre, car une unique colonnette à chapiteau est logée dans chacun de ses angles. Elle est néanmoins bien étudiée, car la limite des allèges est soulignée par un bandeau mouluré d'une plate-bande et d'un tore, et les trois baies en plein cintre, qui s'ouvrent au-dessus d'un long glacis pentu, sont surmontées d'un petit oculus. Ce parti est assez rare. On peut encore souligner la piscine liturgique au sud, dont la niche en tiers-point est entourée d'un tore. En guise de chapiteaux, il est bagué au niveau des tailloirs, mais dispose de bases régulières. Sous l'autel, on a trouvé un renfoncement dans le sol, qui contient une base de colonnette creusée d'un trou circulaire, destiné à abriter une relique.

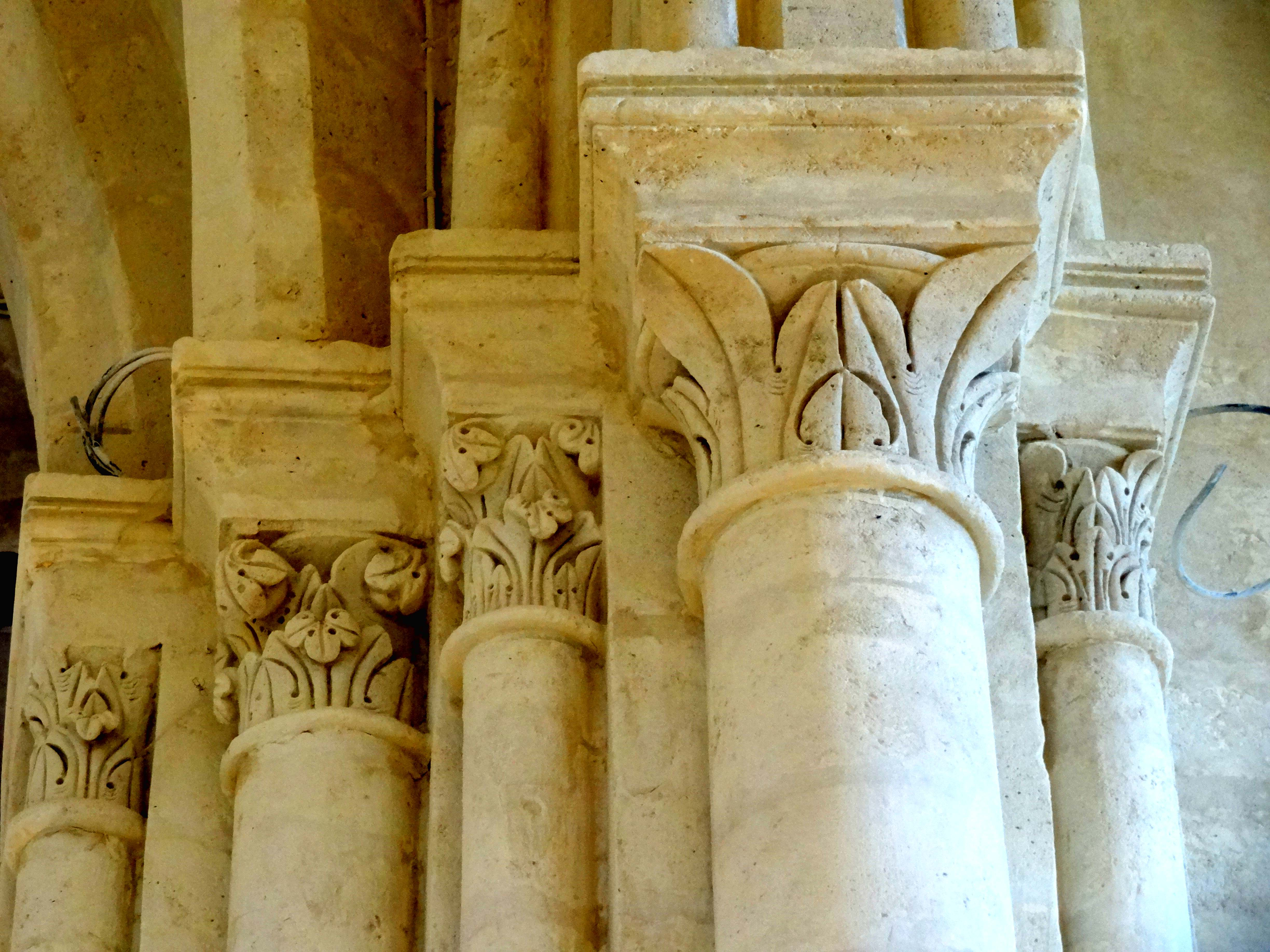
Croisée, doubleau nord, chapiteaux côté ouest.
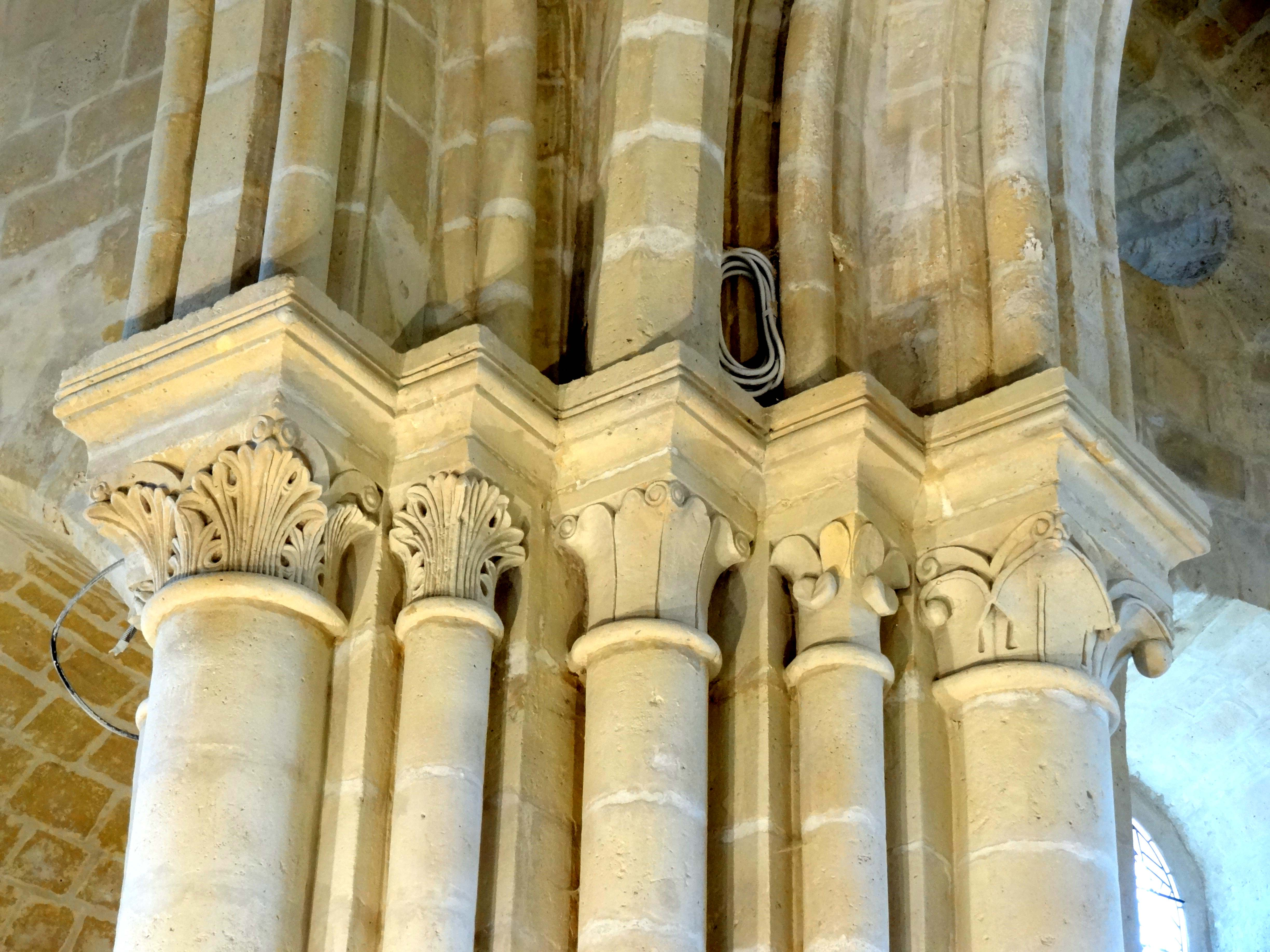
Croisée, chapiteaux dans l'angle nord-est.
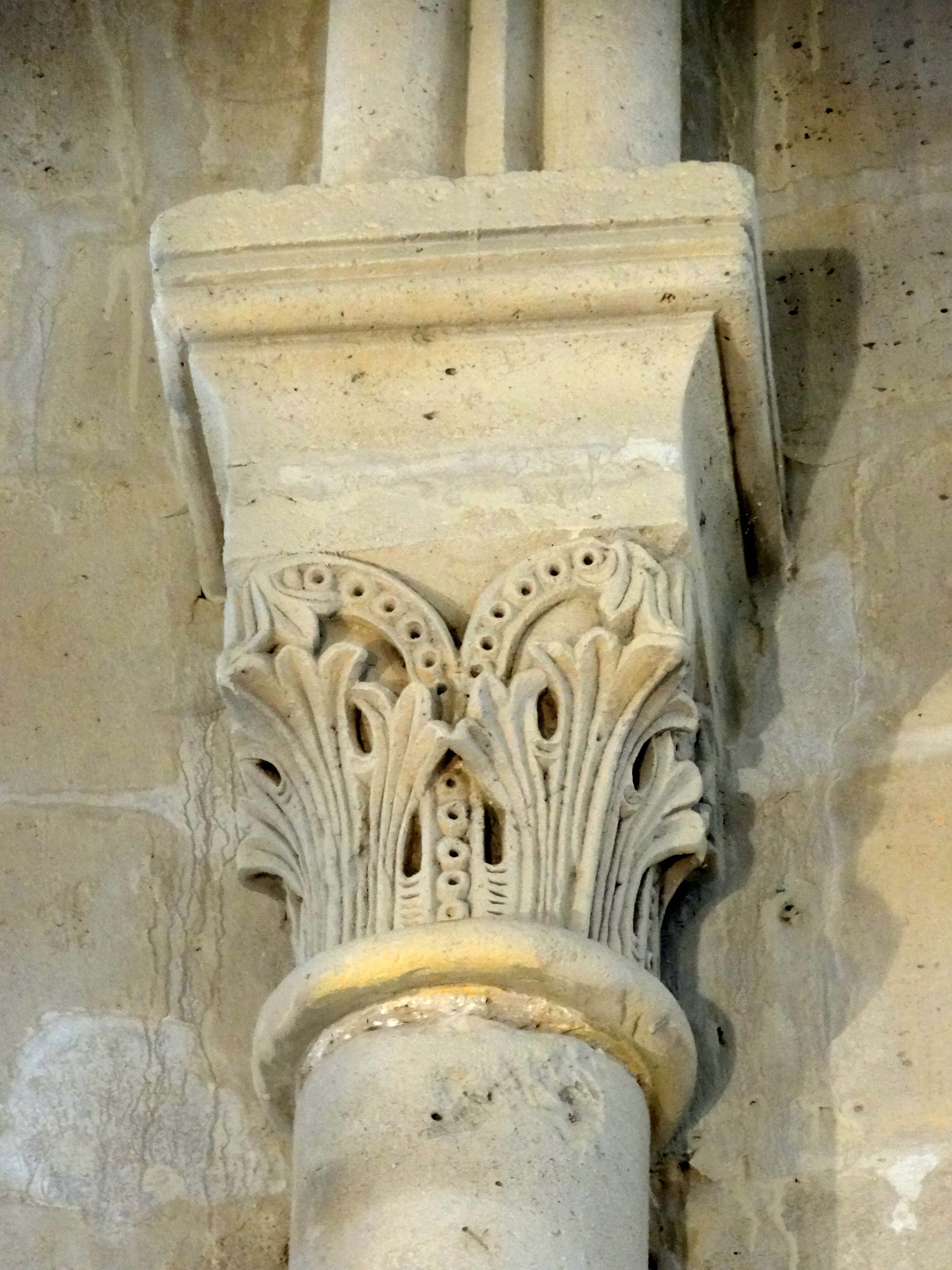
Abside, chapiteau dans l'angle nord-est.
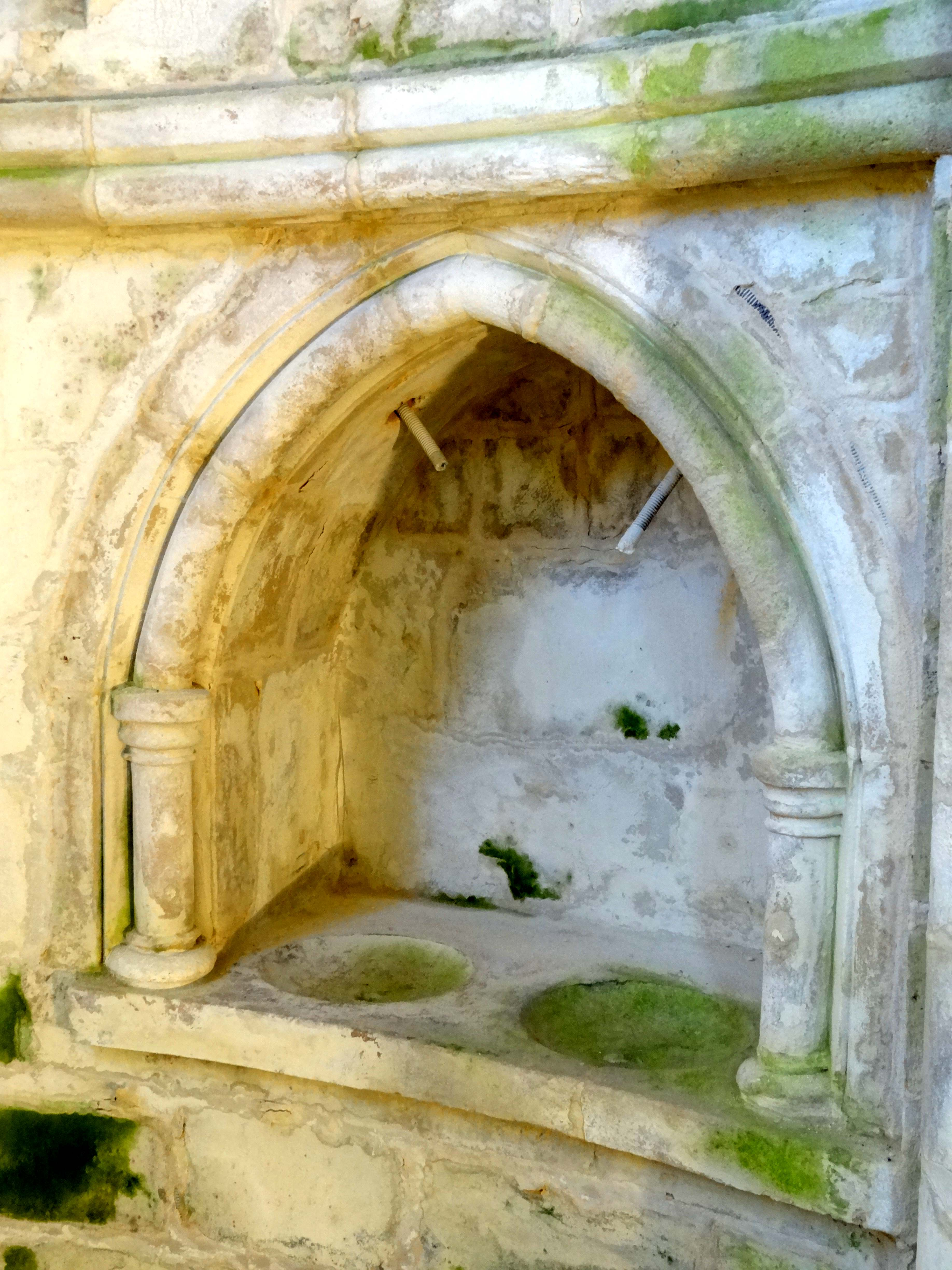
Abside, piscine côté sud.
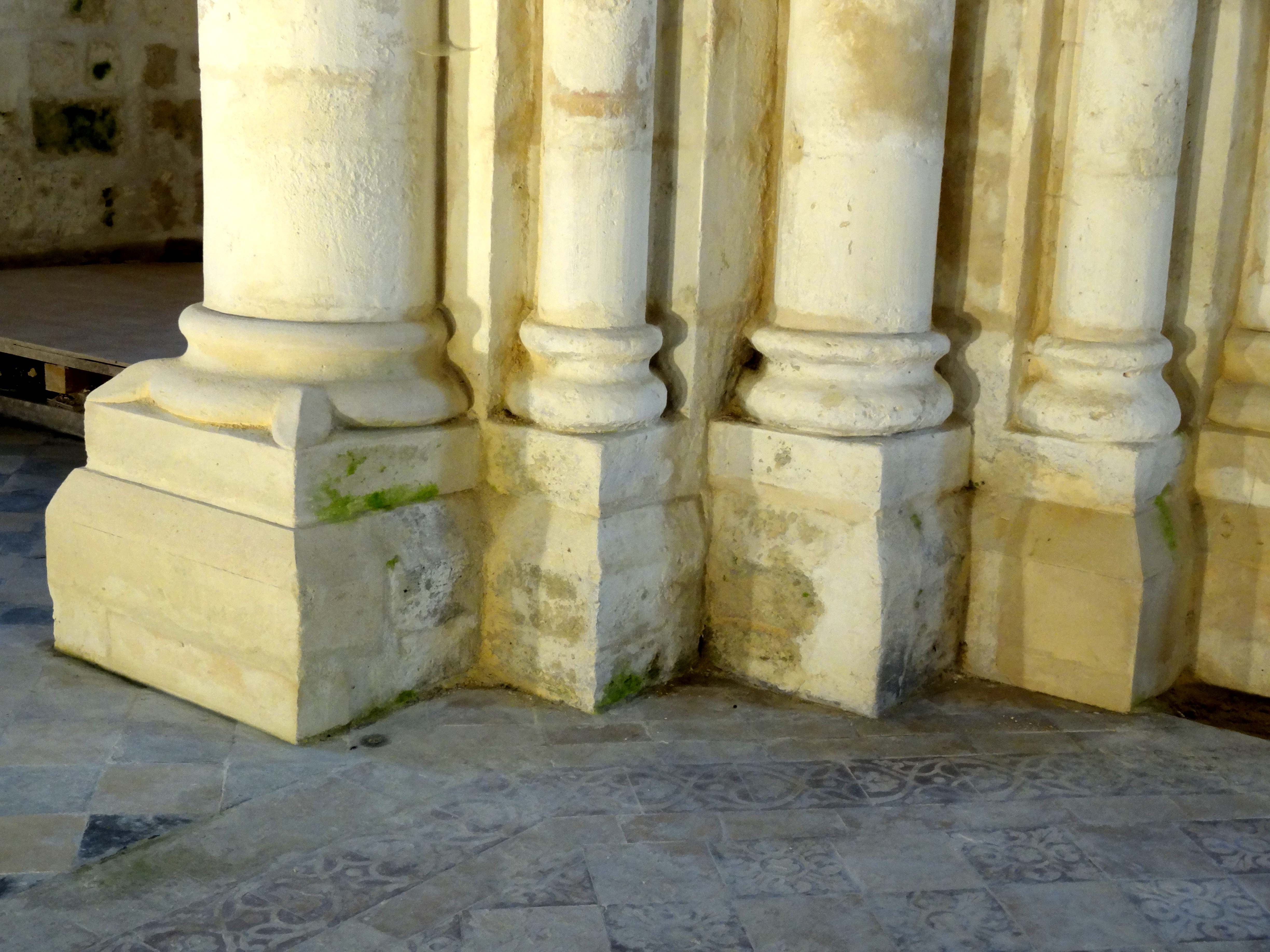
Croisée, bases dans l'angle nord-est.
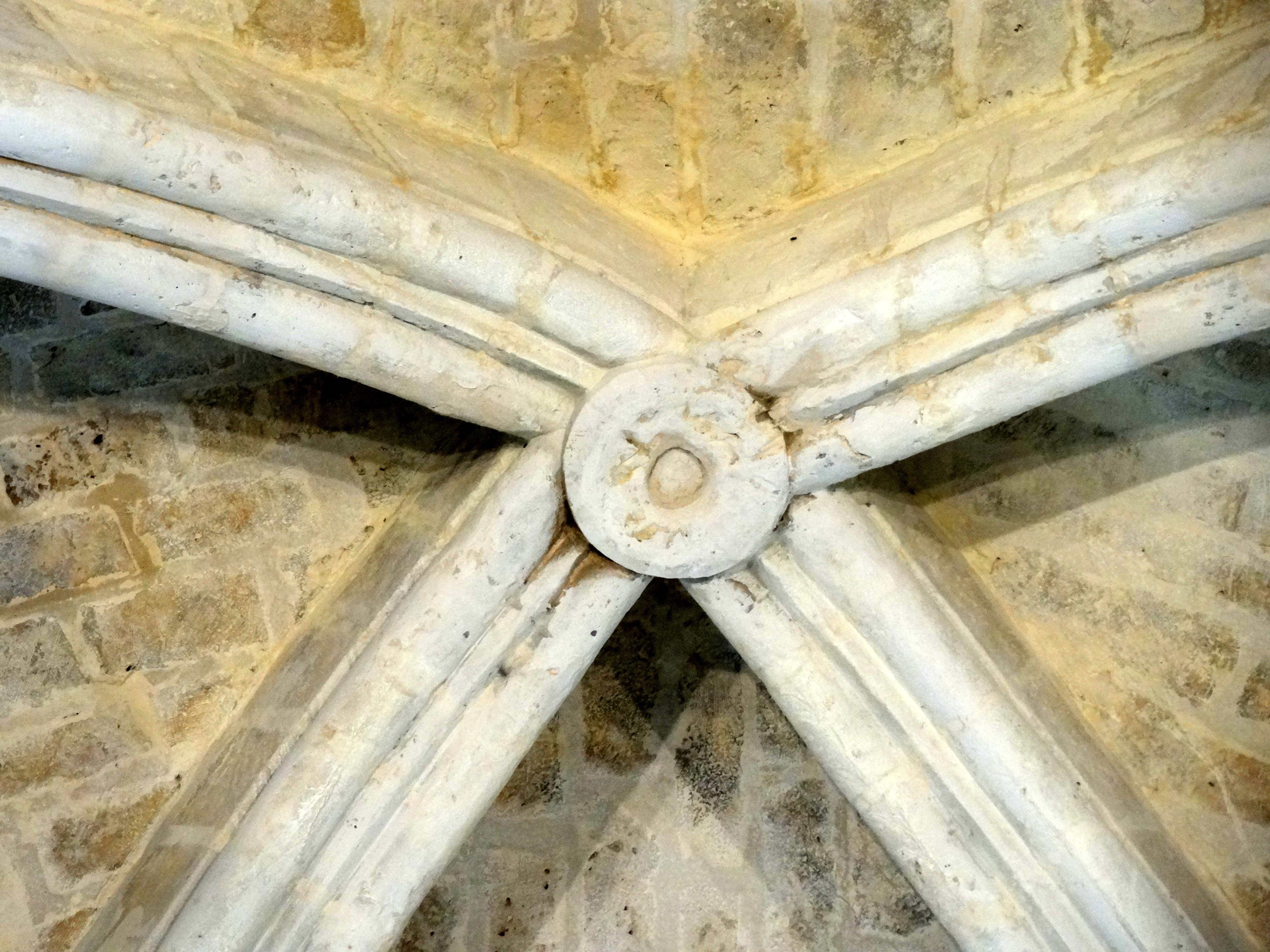
Abside, clé de voûte.

#### Croisillons et absidioles

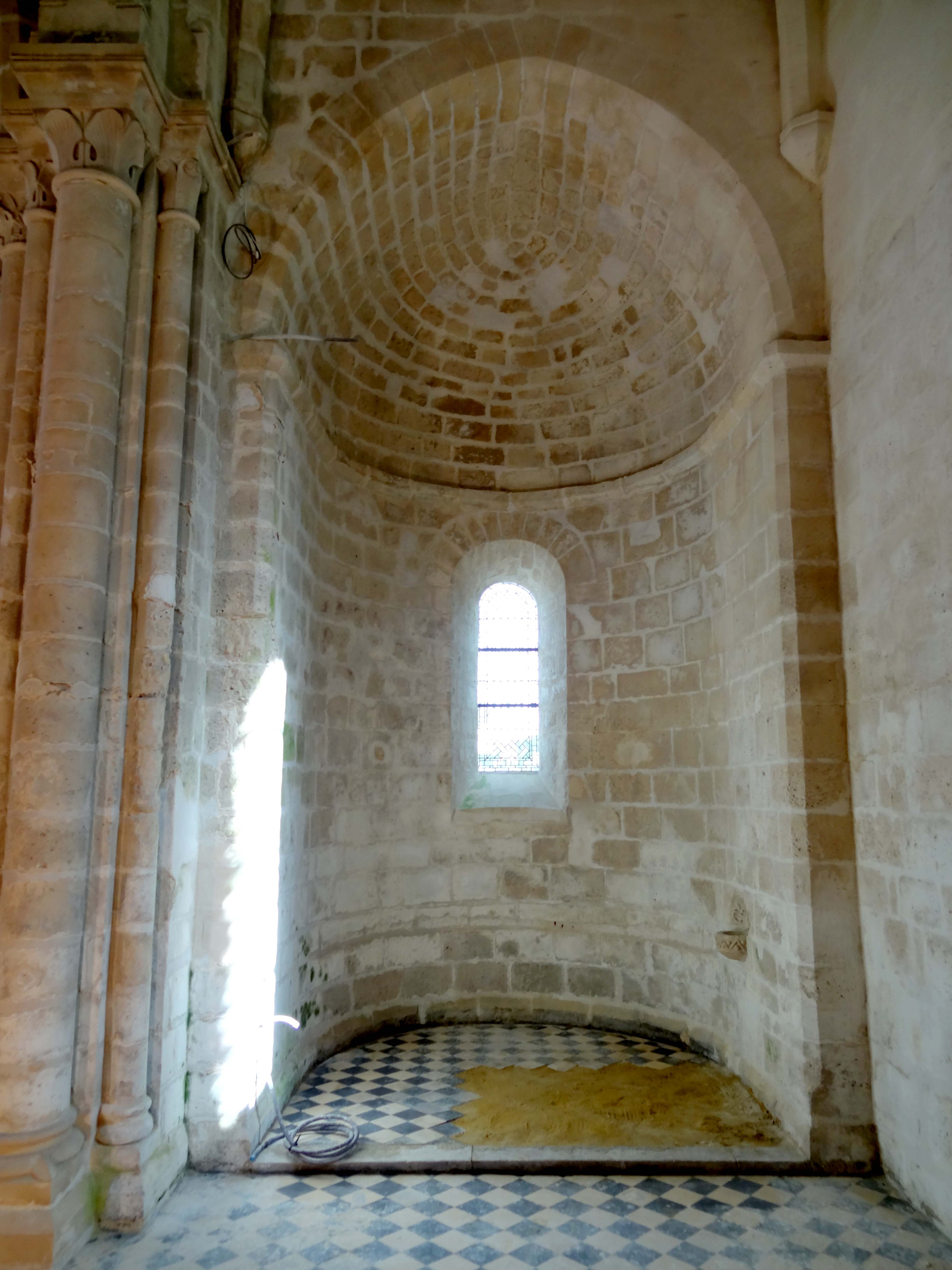
Croisillon sud, vue vers l'est dans l'absidiole.

Les croisillons sont ici très différents de la croisée du transept, car de plan barlong dans le sens ouest-est, et voûtés d'arêtes à l'origine, tout comme les absidioles sont voûtées en cul-de-four, ce qui instaure une grande austérité : les seules colonnettes à chapiteaux qui existent sont ainsi seules du rouleau supérieur des doubleaux vers la croisée. Même les arcades vers les bas-côtés, dont celle du nord subsiste encore en état bouché, sont dépourvues de colonnettes à chapiteaux, et par ailleurs même d'impostes, comme on en trouve sur les grandes arcades de la nef. Ils ont peut-être disparu. Les arêtes des arcades sont simplement taillées en biseau. En dépit des types de voûtement archaïques employés ici, les voûtes et arcades sont bien en tiers-point à l'instar du vaisseau central. Les voûtes en berceau brisé et cul-de-four des absidioles retombent sur des tablettes biseautées, ce qui est généralement le cas au XIIe siècle, contrairement au siècle précédent. Les tablettes se situent quatre assises en dessous des tailloirs des chapiteaux de la croisée du transept, et les deux tiers supérieurs des arcades vers les absidioles s'inscrivent dans la lunette des voûtes des croisillons. Le niveau de la retombée et la hauteur des absidioles n'ont donc pas été fixées en fonction des proportions des croisillons ou des arcades vers les bas-côtés, qu'elles dépassent en hauteur. Les fenêtres uniques des absidioles ont approximativement les mêmes dimensions que celles de l'abside, mais sont implantées plus bas, et ont un glacis moins pentu. Les baies uniques des croisillons, parfaitement axées, sont un peu plus grandes. Leur particularité est que leur ébrasement se continue jusqu'au sol. Une porte est ménagée dans le soubassement de la baie septentrionale. Abstraction faite des quelques particularités et du recours à l'arc brisé, les croisillons paraissent assez emblématiques de l'architecture romane. Comme il a été dit à propos de l'abside centrale, les exemples de croisillons prolongés à l'est par des absidioles en hémicycles ne sont aujourd'hui plus fréquents. Quelques-uns ont été cités dans le contexte des églises dont les parties orientales adoptent le même plan qu'à Vaumoise, à savoir Bazoches, Choisy-au-Bac, Saint-Léger-aux-Bois, et jadis Rieux. L'absidiole romane tardive d'Auvers-sur-Oise est voûtée d'arêtes. À Laigneville et Mogneville, ne reste plus que l'amorce du cul-de-four de l'une des deux absidioles. Des absidioles en cul-de-four de la première période gothique sont présentes à Choisy-au-Bac et Saint-Vaast-de-Longmont (chapelle de la Vierge, au nord). Elles sont encore en plein cintre. Sinon, les absidioles gothiques primitives sont généralement voûtées d'ogives, comme à Champagne-sur-Oise, Fosses et Luzarches. L'un des rares exemples d'une absidiole voûtée en cul-de-four brisé se trouve dans le croisillon nord d'Us. Une mention spéciale mérite la minuscule piscine de l'absidiole sud, qui évoque davantage un bénitier. La vasque, qui déborde par rapport au mur, est sculptée d'une ligne brisée et de besants. La voussure de la petite niche est sculptée d'un rang de besants et de fleurs de lis, ce qui est un motif peu répandu.

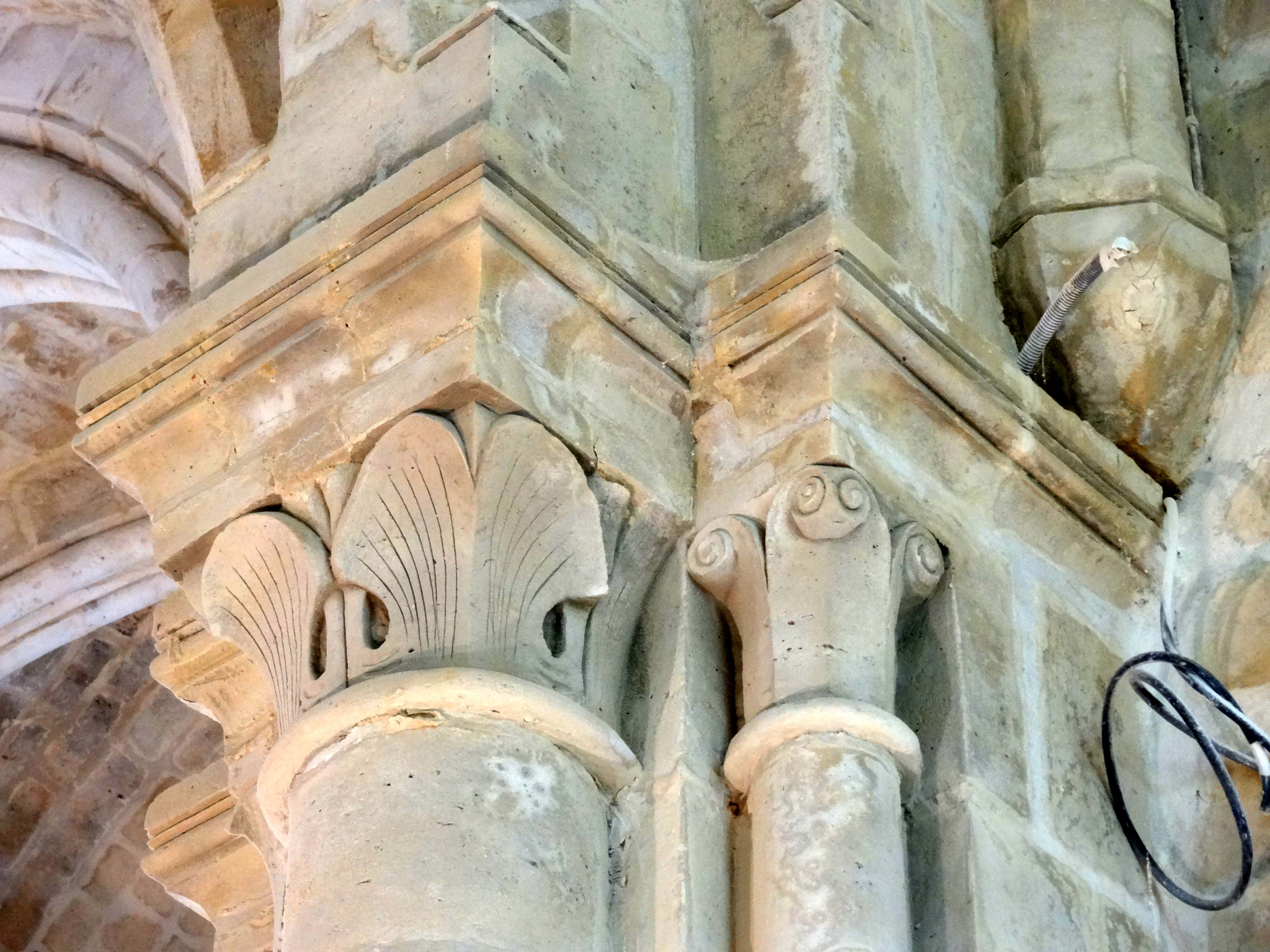
Croisillon sud, chapiteaux au nord-est.
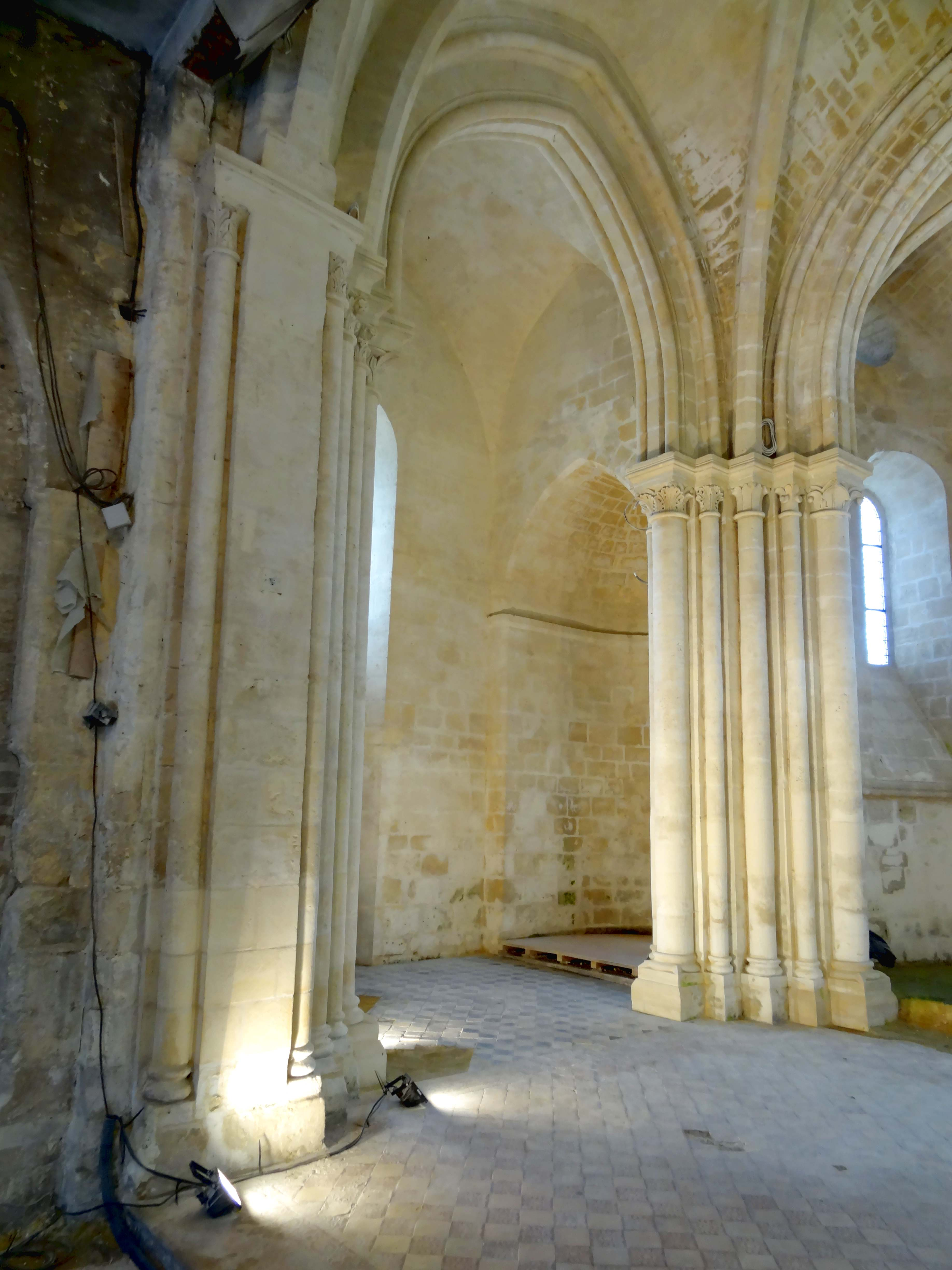
Vue vers le nord-est dans le croisillon nord.
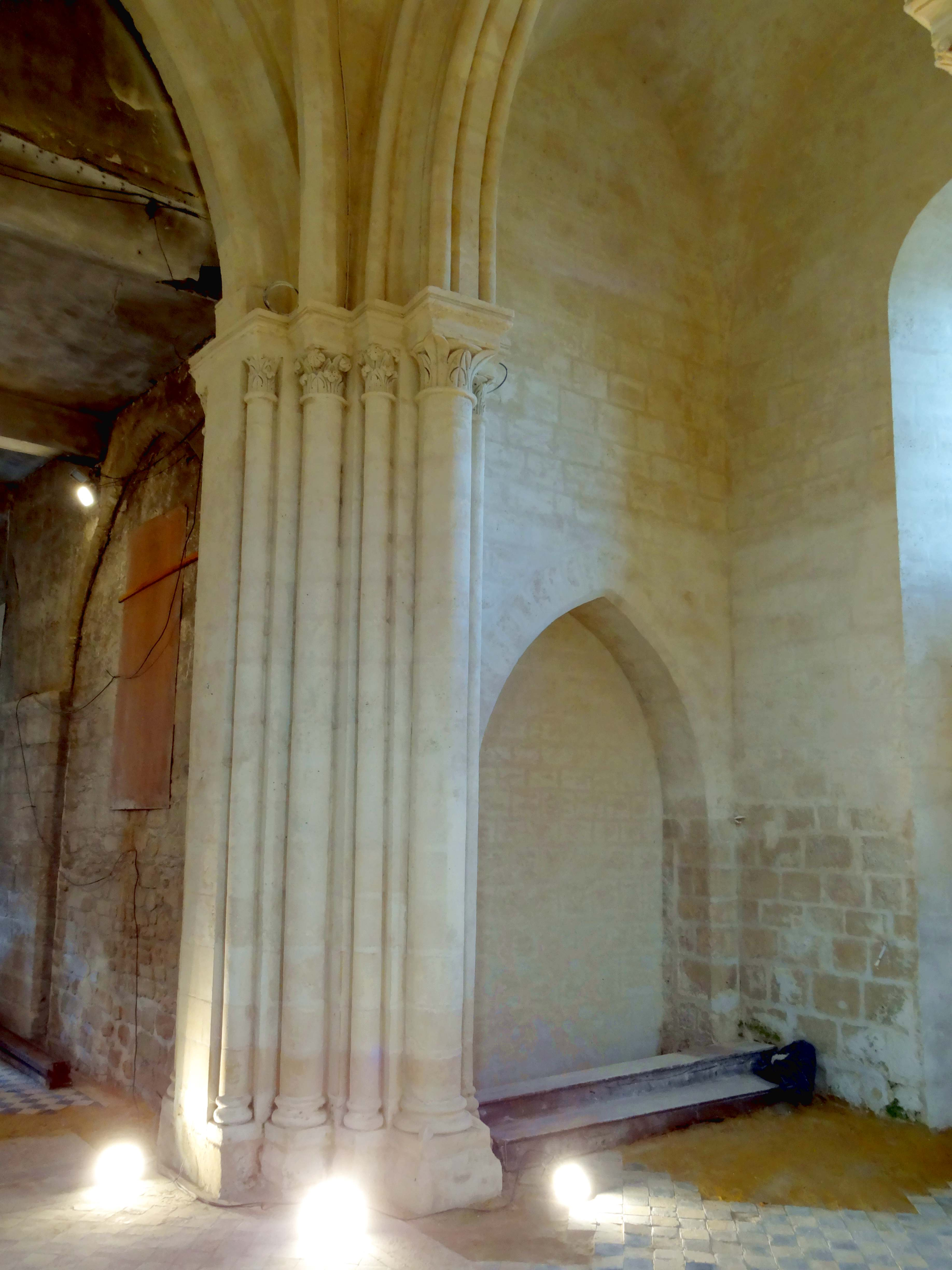
Vue vers le nord-ouest dans le croisillon nord.
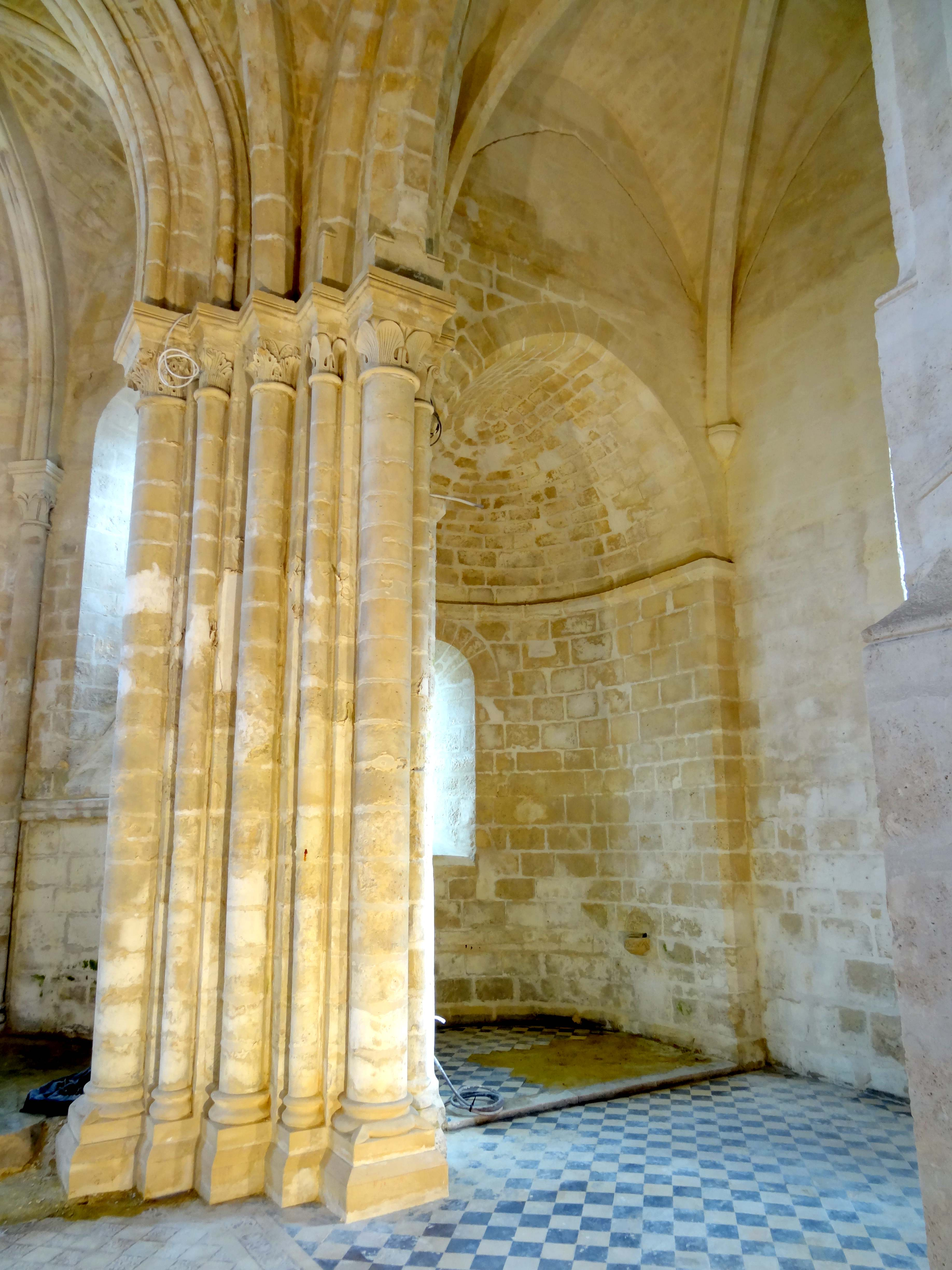
Vue vers le sud-est dans le croisillon sud.
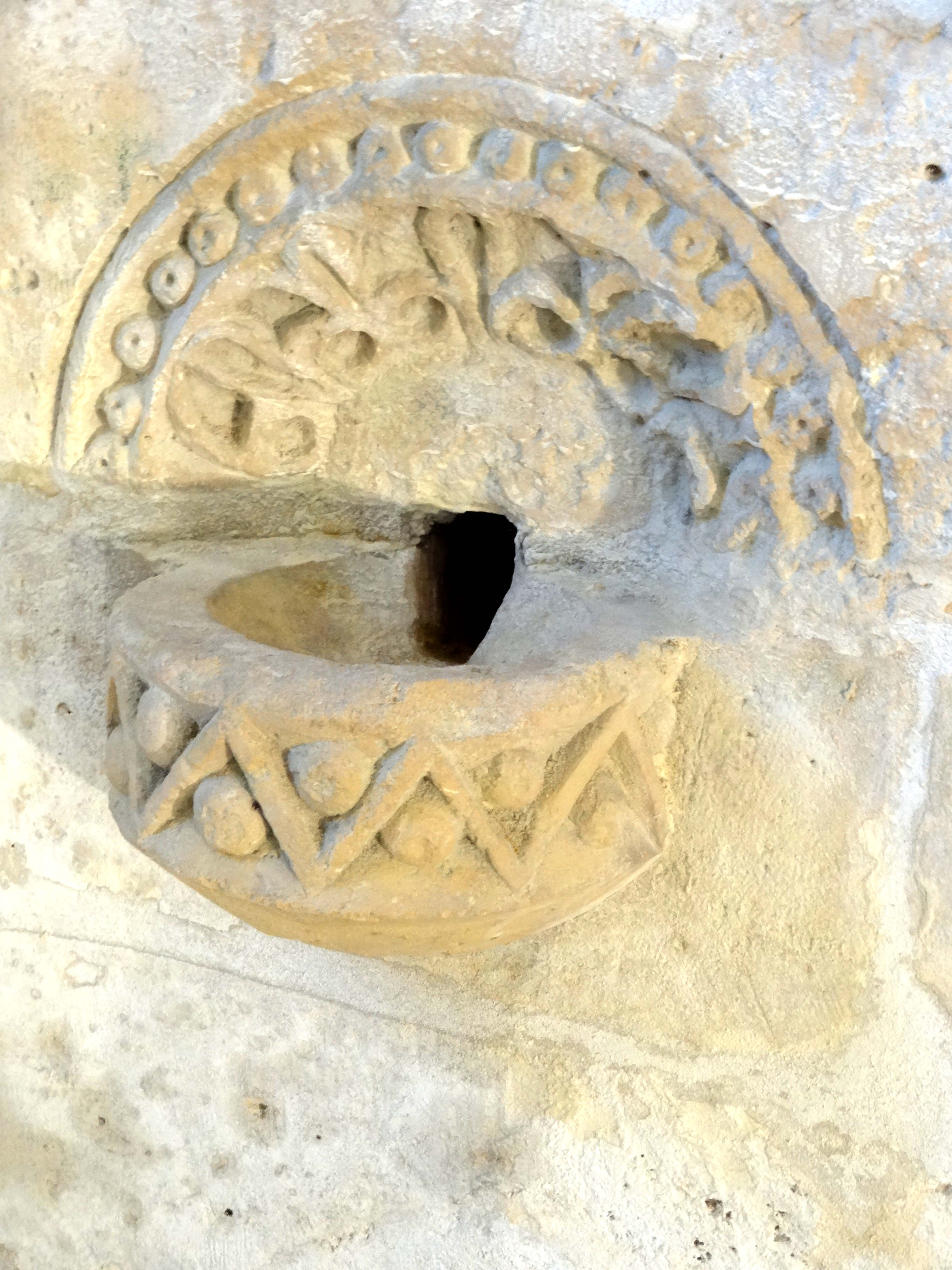
Absidiole sud, piscine.
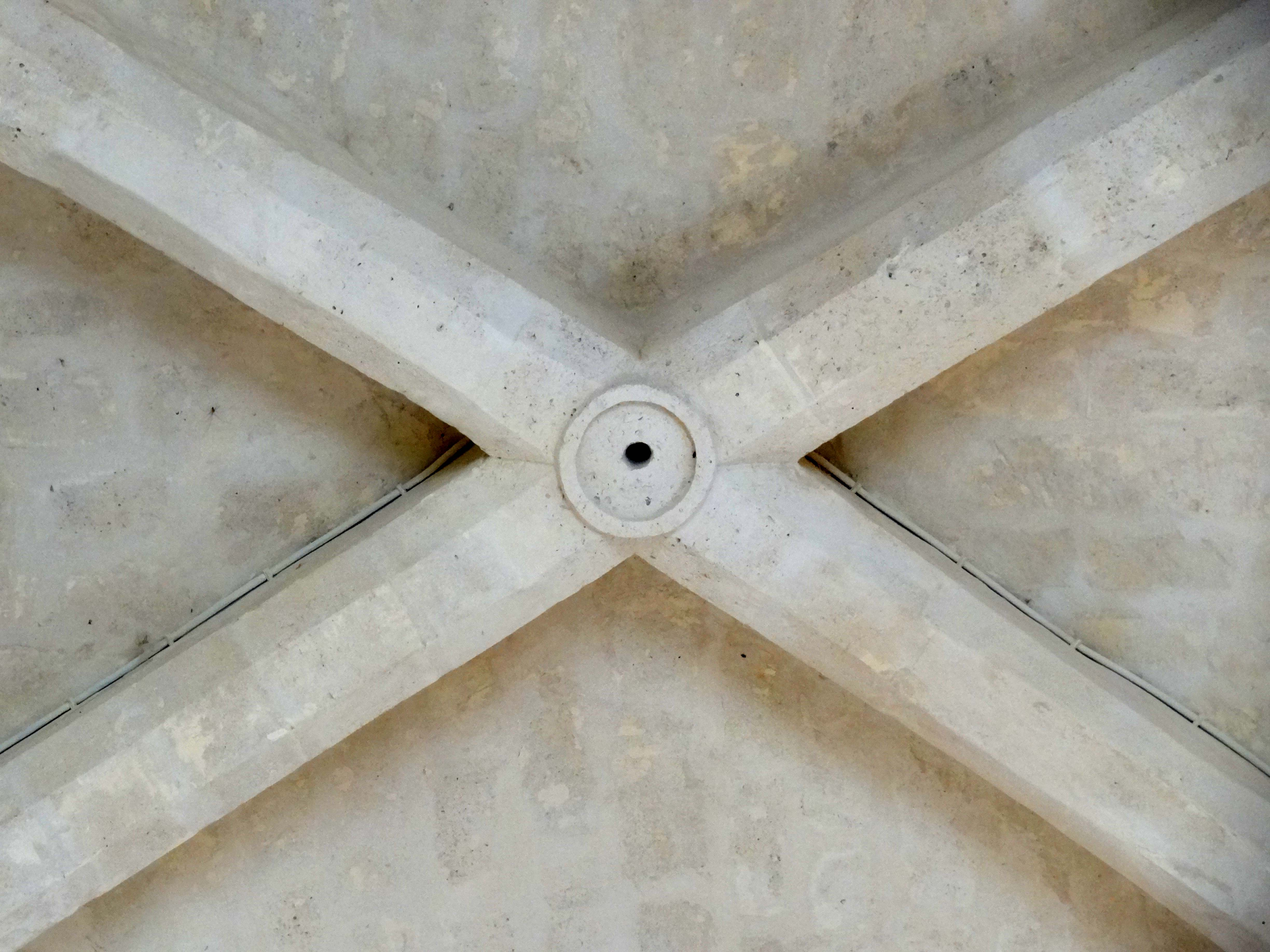
Croisillon sud, clé de voûte (XVIe siècle).

### Extérieur

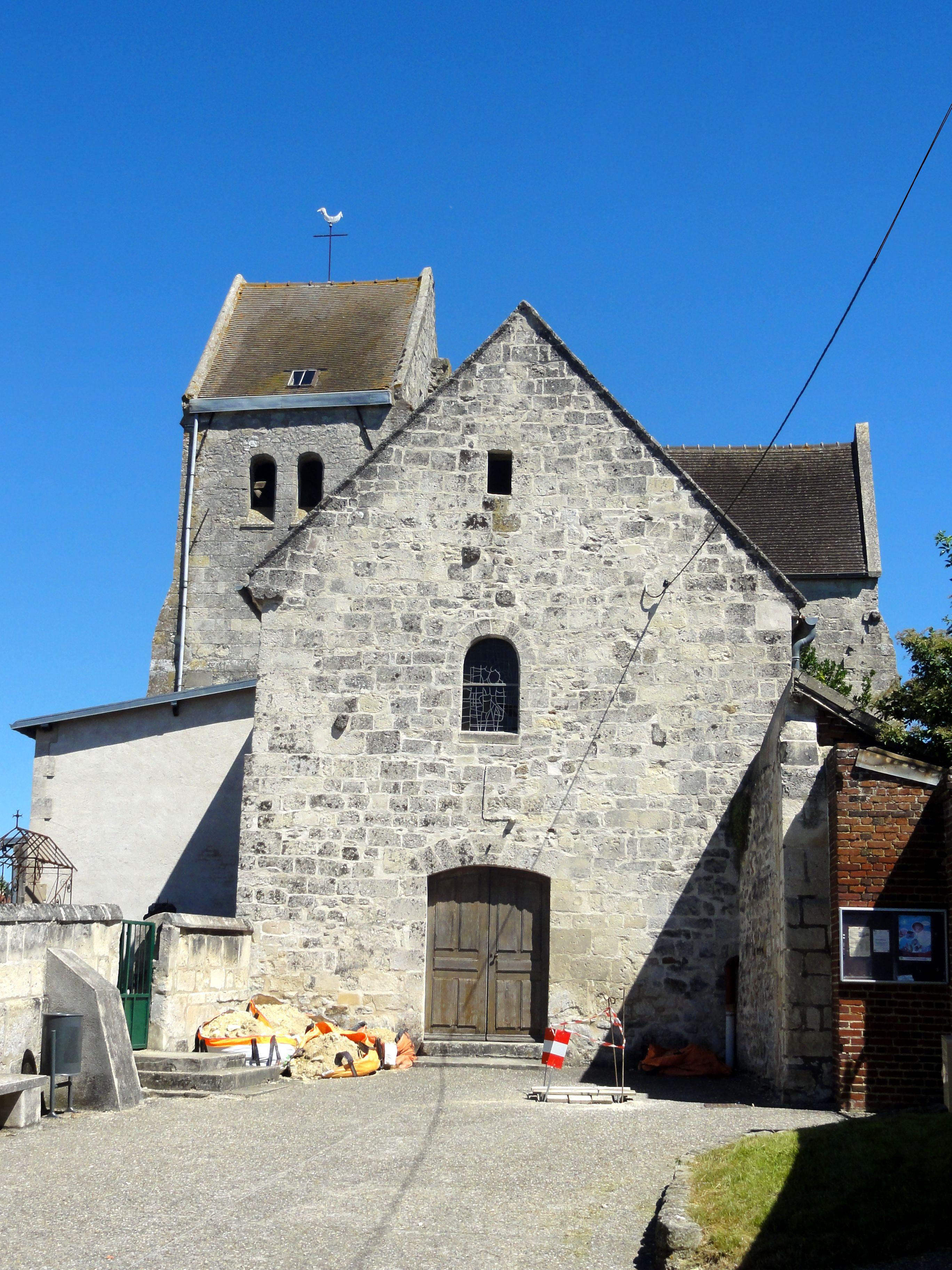
Façade occidentale.

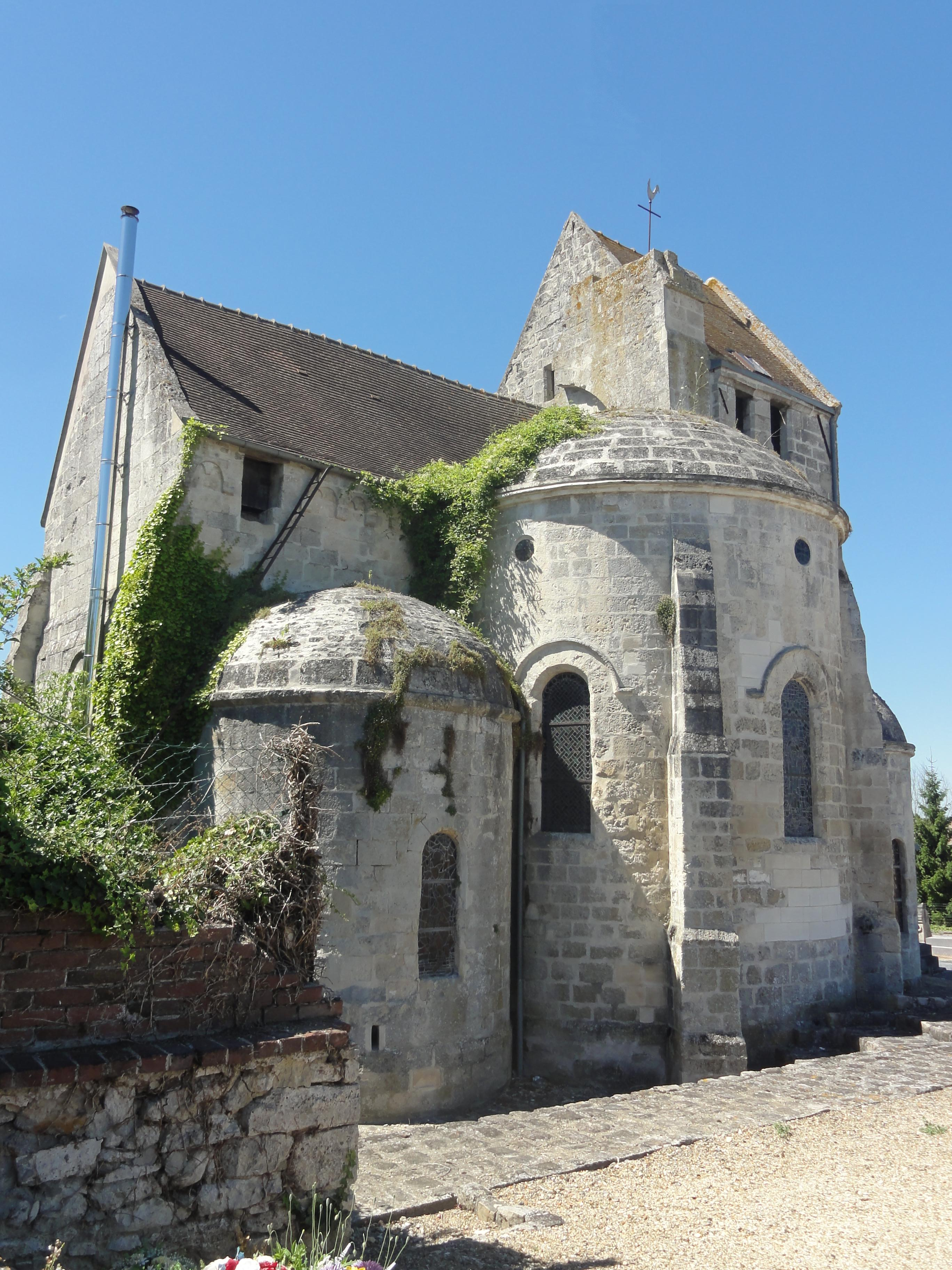
Chevet, vue depuis le sud-est.

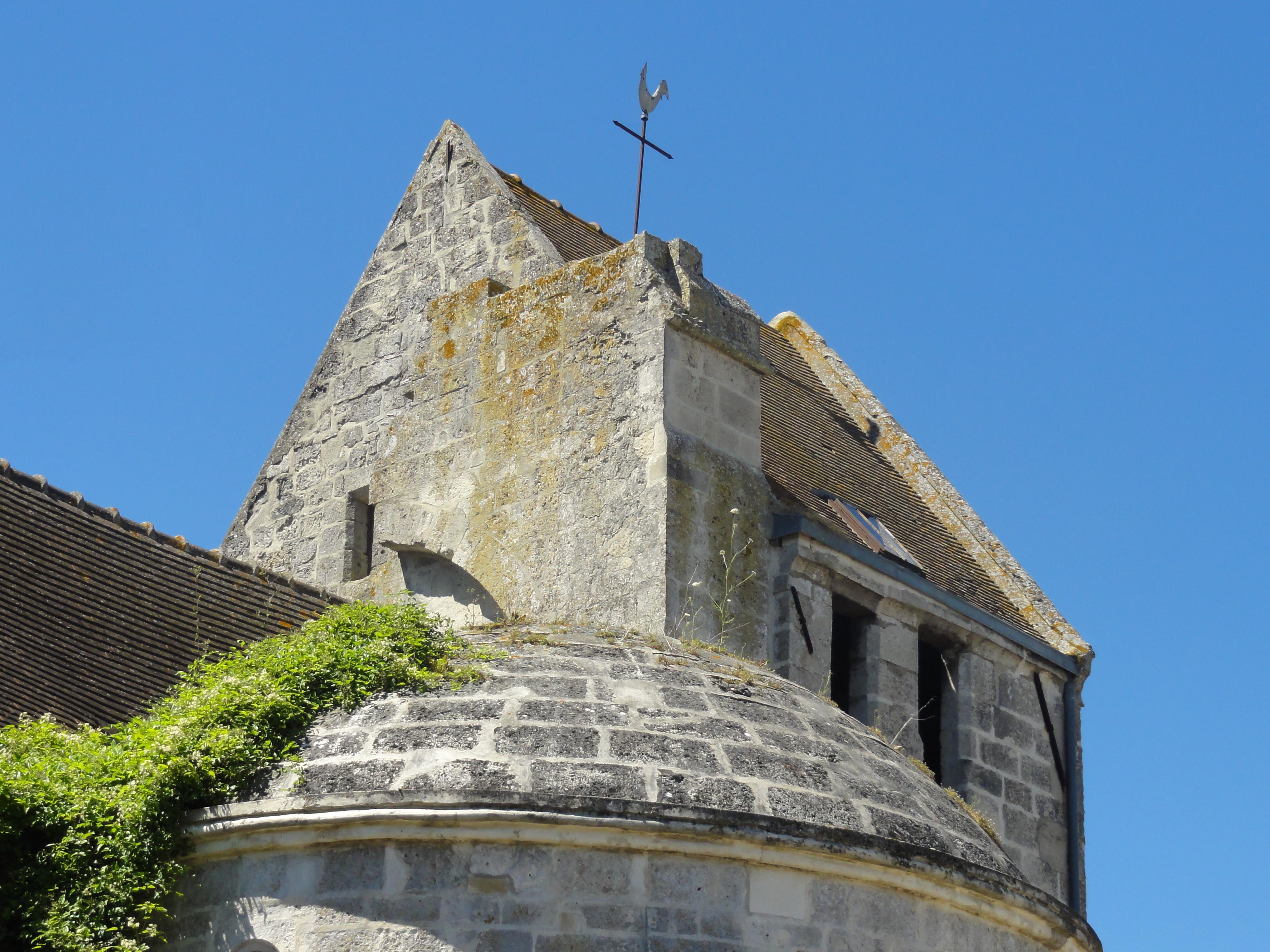
Vestige de l'ancien clocher et calotte de l'abside.

L'église est bâtie en pierres de moyen appareil, qui est assez régulier sur les parties orientales, avec des joints relativement épais. L'appareil est plus disparate sur la façade et sur l'étage du clocher du côté ouest et du côté nord, mais l'on reconnaît une majorité de blocs des mêmes dimensions que sur les parties orientales, ce qui donne à penser que les parties en question ont été réalisées avec des matériaux de récupération provenant de l'ancien clocher, des bas-côtés et de l'avant-nef. Comme le rappelle Dominique Vermand, la nef comptait initialement trois travées, et sa première travée a donc été démolie. Nonobstant, Jacques Téaldi estime que « l'extérieur de l'église présente un cachet esthétique purement roman. Aucune modification d'esprit gothique ne vient rompre l'austérité de cette belle bâtisse ». Si la façade et l'étage de beffroi ne sont pour autant pas romans, et datent en réalité de la période gothique finissante, ils sont d'une facture tellement fruste qu'il n'y a aucune rupture de style avec les parties orientales d'allure romane, et le recours aux baies en plein cintre sous l'impulsion de la Renaissance suscite une ressemblance fortuite avec le style roman. Mais l'arc en anse de panier du portail n'a rien de roman. Il est dépourvu de toute ornementation, et est désaxé vers la gauche, avec la petite baie en plein cintre et l'ouverture rectangulaire dans le pignon qui le surmontent. La raison de ce désaxement est la présence d'un épais mur en retour d'équerre à droite de la façade, qui est mitoyen de celle-ci et masque son extrémité de droite. Le portail a été placé au milieu entre l'angle rentrant à droite de la façade et l'angle nord-ouest de la nef.
Au nord de la nef, on voit clairement la rupture dans l'appareil entre la façade et le mur gouttereau, qui devrait remonter au XIIe siècle, exception faite de la corniche en profil de doucine, ajoutée manifestement au XVIe siècle. Tout comme à l'intérieur de la nef, l'on note des tablettes biseautées au niveau des impostes des arcades. Le mur qui bouche la première arcade est ajouré d'une baie en plein cintre analogue à celle qui surmonte le portail. On ne peut pas se prononcer sur l'aspect du mur gouttereau sud, non accessible depuis le domaine public. Il apparaît seulement à l'intérieur que les grandes arcades n'ont laissé aucune trace, et que sa partie supérieure a été entièrement refaite. Les fenêtres sont au nombre de deux. La première se situe face au pilier intermédiaire des grandes arcades du nord.
Le transept des années 1150 surprend par sa hauteur dépassant nettement celle de l'abside centrale et également celle de la nef. Elle est nécessaire en raison du voûtement d'ogives du carré du transept, et du voûtement d'arêtes des croisillons, car ces voûtes sont entièrement comprises entre les murs gouttereaux, tandis que les voûtes en cul-de-four de l'abside et des absidioles concordent avec les calottes qui leur servent de toitures, ce qui explique la différence de hauteur. Le jour entre par des baies en plein cintre à ébrasement extérieur, qui sont surmontées d'un bandeau doublement biseauté en forme de sourcil. Le transept n'a de contreforts qu'au nord et au sud, mais pas latéralement. Cependant, les murs occidentaux du transept sont plus épais jusqu'au niveau du sommet des baies d'extrémité, puis se retraitent grâce à un fruit. Cette retraite concerne également les murs d'extrémité, où l'on trouve une deuxième retraite une assise plus haut. Il n'y a pas de retraite à l'est, où les murs sont en revanche couronnés par une corniche beauvaisine faiblement saillante, qui retombe sur des corbeaux non sculptés. Les contreforts à ressauts, caractéristiques de la première période gothique, se retraitent par un long glacis pentu, et par un fruit une assise en dessous de la première retraite du mur. Ils s'amortissent par un long glacis pentu immédiatement au-dessus de la deuxième retraite du mur. Encore deux assises au-dessus, commence le pignon, ou l'étage de beffroi du clocher moderne, en ce qui concerne le croisillon nord. Cet étage est percé de deux petites baies en plein cintre à l'ouest et au nord, mais de deux baies rectangulaires à l'est, délimitées supérieurement par la corniche dont l'arête est creusée d'une gorge. Un pan du mur septentrional de l'ancien clocher, avec un contrefort regardant vers l'est, est attenant à l'étage de beffroi du côté sud. On y voit l'amorce d'une arcade, destinée sans doute à permettre l'intercirculation entre le premier étage du clocher du XIIe siècle et les combles des croisillons, et une moulure torique à la base de l'un des ressauts du contrefort.
Le chevet de l'église de Vaumoise n'a pas son pareil dans la région, et l'enfilade de trois absides en hémicycles recouvertes de calottes sphériques ne manque pas de pittoresque. En soi, les absidioles n'appellent que peu de remarques : elles parlent surtout par leur forme. Les fenêtres ne sont pas décorées, et les contreforts, absents. Le seul détail qui retient l'attention est la tablette biseautée à la naissance de la calotte, réalisée en blocage. Elle constitue simplement le dessus de la voûte en cul-de-four. Quant à l'abside principale, elle présente des fenêtres analogues aux croisillons, et est épaulée par deux contreforts à ressauts, dont la partie supérieure est assez fine grâce à une retraite concernant les trois faces, à mi-hauteur des fenêtres. On peut s'étonner du net désaxement des petits oculi au-dessus des baies nord-est et sud-est. Il y a une corniche moulurée se composant d'une plate-bande, d'un tore aigu en forme d'amande, et d'un gros tore placé en retrait. La calotte est soigneusement appareillée. Contrairement aux absidioles, sa forme ne correspond pas exactement au revers de la voûte d'ogives, et pour l'obtenir, les intervalles entre les voûtains ont dû être remplis d'un blocage ou de gravats. Les toits de pierre sont inusités dans le voisinage, sauf pour les flèches et tourelles d'escalier. Ils sont localement répandus dans les environs de Creil (collatéraux du chœur de Montataire, parties orientales de Rousseloy et Saint-Vaast-lès-Mello, chapelle latérale nord de Foulangues). Jusqu'à une restauration vers 1970, saluée comme intelligente par Jaques Téaldi et Dominique Vermand, ils étaient dissimulés sous des toitures de tôle bordées de festons. Cette restauration a rendu toute sa splendeur au chevet,. Mais elle a aussi favorisé l'infiltration des eaux pluviales, et rendue nécessaire une nouvelle restauration à partir de 2013.

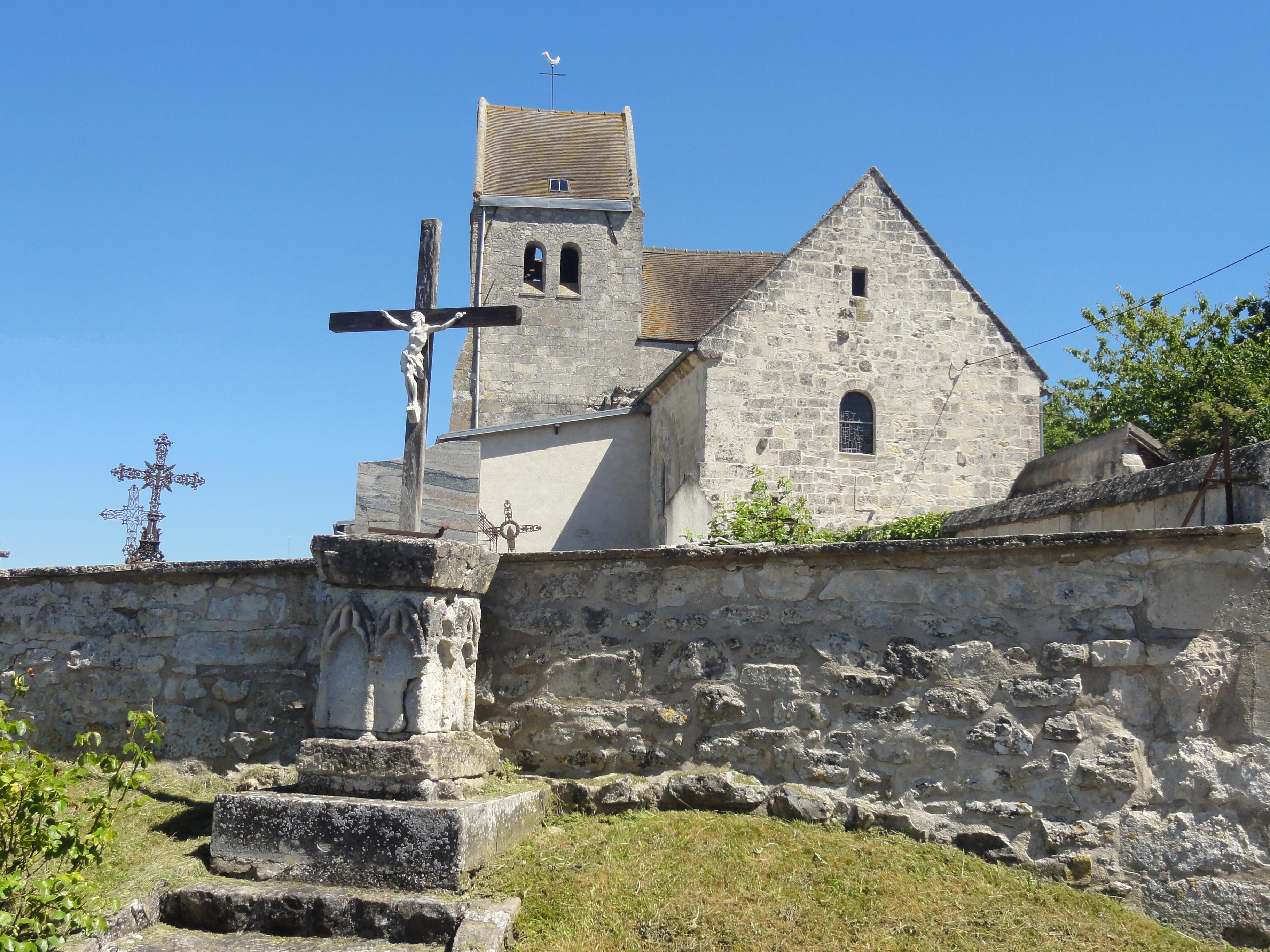
Vue depuis l'ouest.
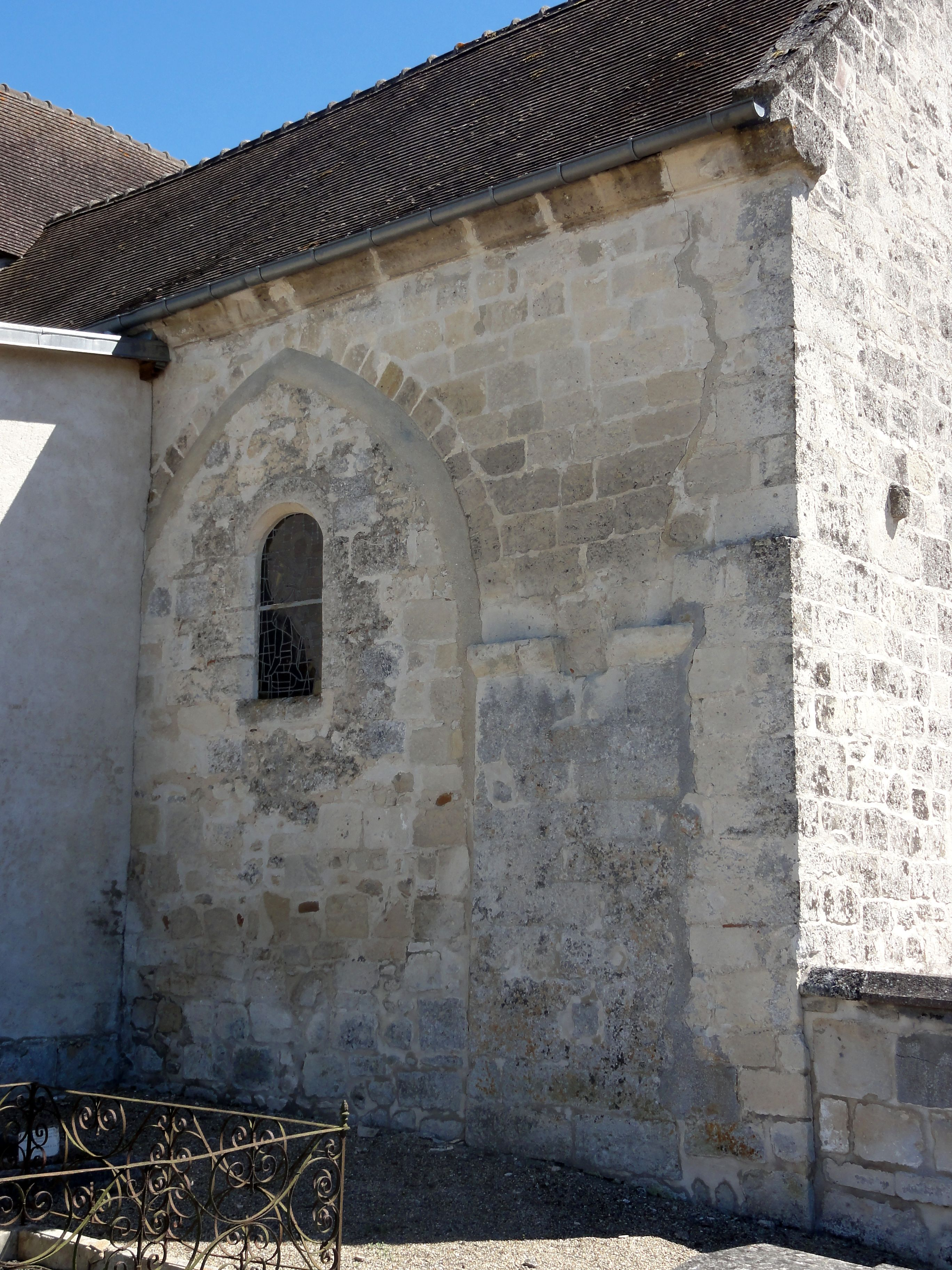
Nef, 1re arcade du nord.
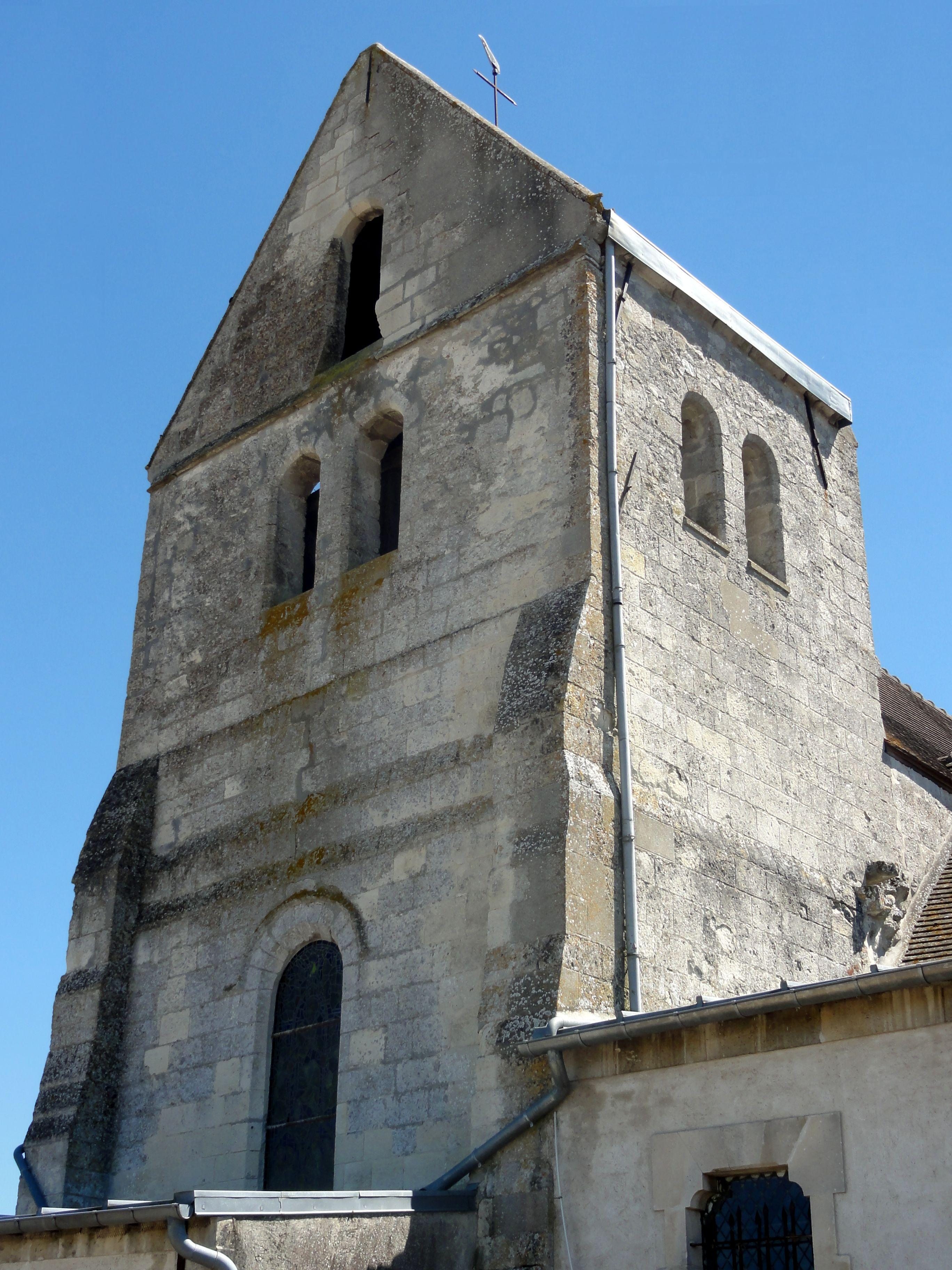
Clocher, étage de beffroi.
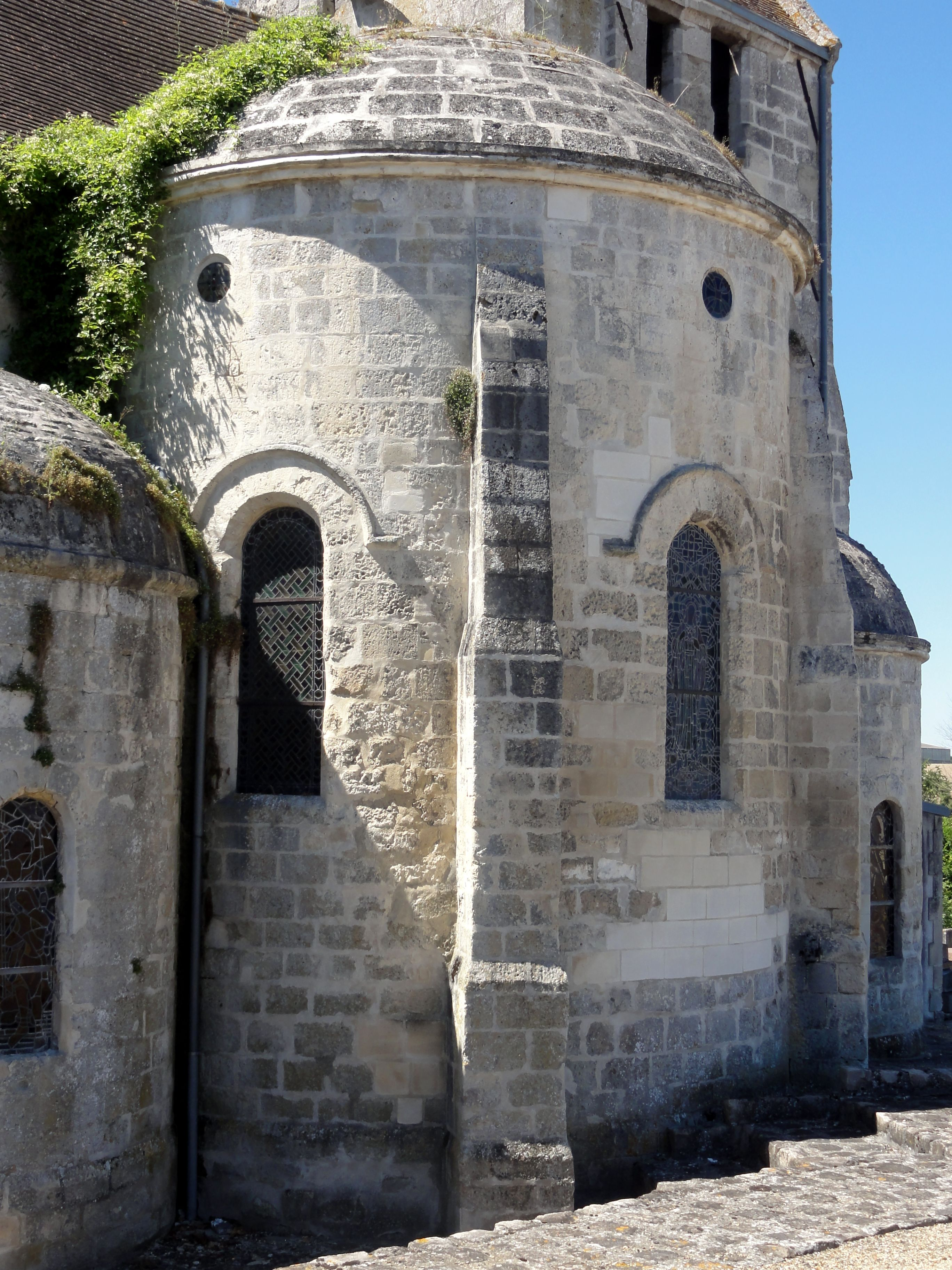
Abside centrale.
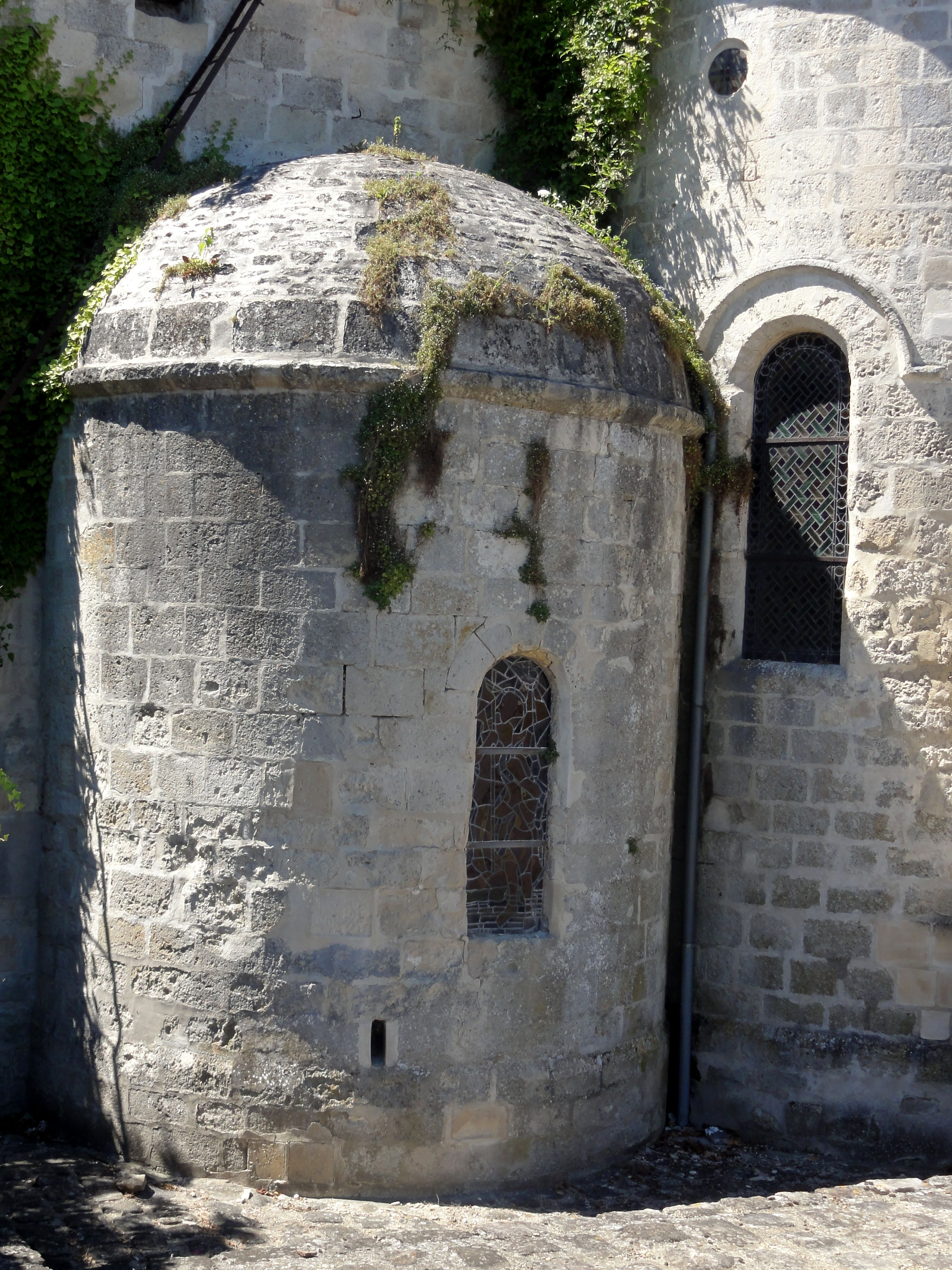
Absidiole sud.
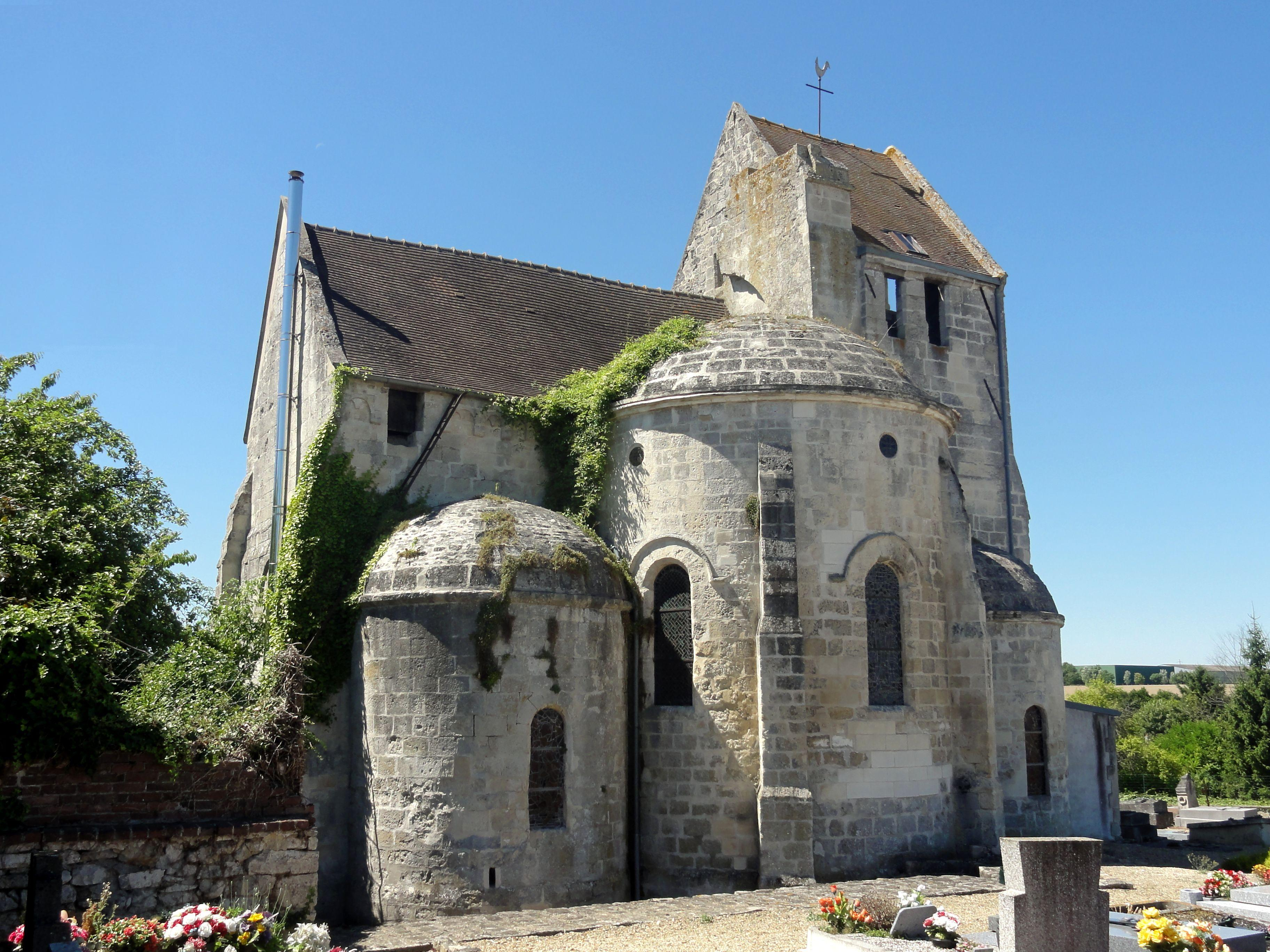
Chevet, vue générale.